# 3月のライオン
『3月のライオン』（3がつのライオン）は、羽海野チカによる日本の漫画作品。将棋を題材としており、棋士の先崎学が監修を務める。『ヤングアニマル』（白泉社）にて2007年14号から連載されている。2022年1月時点で累計発行部数は1000万部を突破している。
2015年9月にテレビアニメ化と実写映画化が発表され、テレビアニメは2016年10月から放送（#テレビアニメ参照）、実写映画は2017年に公開された（#実写映画参照）。
また、羽海野チカ原案・監修、西川秀明執筆による『3月のライオン』のスピンオフ『3月のライオン昭和異聞 灼熱の時代』（3がつのライオンしょうわいぶん しゃくねつのとき）が、同誌にて2015年9号から2020年7号まで連載された。

## 制作背景
連載当初から休載しがちであり、長らく不定期連載の状態にある。特に単行本コミックス新刊発売前は2 - 3号程度連続で休載し、新刊発売時に連載再開する際、発売された単行本の続きから本誌で読めるようになっている。
羽海野の作品では初めての青年誌連載で、男性中心の雑誌なので女性は夢のある姿に、川本家のあかりたち3姉妹を描いた。桐山零は、時代劇の『居眠り磐音 江戸双紙』シリーズを資料として渡され、男はつらく厳しい闘いでも、終われば優しく迎え入れてくれる人がいるとまた頑張れる姿を参考に、そういう男の子として描いた。
棋戦について、作中では全部で7つのタイトル戦が存在し、名人戦以外は異なる架空の名称となっている。なお、獅子王戦については本作とのコラボレーションで「第零期 獅子王戦」と銘打った非公式戦が実写映画のキャストの神木隆之介、染谷将太、尾上寛之が参加する形で2017年3月に開催された（詳細は将棋電王戦参照）。
コミックス14巻では羽海野の前作である『ハチミツとクローバー』の「藤原デザイン事務所」の面々が登場し、『ハチミツとクローバー』のその後に触れられると共に、零が部長を務める駒橋高校将棋部（部員は校長、教頭ら教師陣）と職団戦（職域団体対抗将棋大会）で対局する。
コミックス表紙などには英題「March comes in like a lion」が書かれている。映画『三月のライオン』（1992年、監督：矢崎仁司）を羽海野は観ていなかったが「おかっぱの女の子が食べかけのアイスをくわえている」映画ポスターと映画タイトルの印象が残っていた。この句はイギリスの天気の諺「3月はライオンのようにやってきて、子羊のように去る (March comes in like a lion and goes out like a lamb)」（en:Weather lore#Lion and Lamb参照）からであり、羽海野は「物語がつくれそうな言葉」と感じていた。また、監修の先崎は、順位戦は6月に始まり、昇級・降級を賭けた最終局が3月に行われるため、棋士が3月にライオンとなる旨をコメントしている。

## 受賞・評価
以下の各賞を受賞している。
- 2010年 第1回ブクログ大賞マンガ部門大賞
- 2011年 第4回マンガ大賞2011
- 2011年 第35回講談社漫画賞一般部門
- 2014年 第18回手塚治虫文化賞マンガ大賞[9]
- 2015年 ダ・ヴィンチ「BOOK OF THE YEAR 2015」コミック部門 第1位[10]
- 2016年 ダ・ヴィンチ「BOOK OF THE YEAR 2016」コミック部門 第1位[10]
- 2017年 第29回将棋ペンクラブ大賞特別賞
- 2017年 ダ・ヴィンチ「BOOK OF THE YEAR 2017」コミック部門 第1位[11]
- 2021年 第24回文化庁メディア芸術祭マンガ部門 大賞[12]

同誌連載の『ベルセルク』作者・三浦建太郎からは「アニマル一男らしいマンガ」と評価されている。

## あらすじ

### 第1巻 - 第5巻（アニメ 第1期）
桐山零は、幼いころに交通事故で家族を失い、父の友人である棋士、幸田に内弟子として引き取られ、15歳でプロ棋士になった。幸田の実子の香子たちとの軋轢もあり、六月町にて1人暮らしを始めた零は1年遅れで高校に編入するが、周囲に溶け込めず校内で孤立し、将棋の対局においても不調が続いていた。
自らの境遇を停滞していると感じていた零は、ある日先輩棋士に無理やり付き合わされたあげくに酔いつぶされ、倒れこんでいたところを川本あかりに介抱されたことがきっかけで、橋向かいの三月町に住む川本家と出会い、3姉妹と夕食を共にするなど交流を持つようになる。
そんな折、獅子王戦トーナメントにて、義姉の香子を巡る因縁を持つ棋士・後藤との対決に零は気炎を上げるが、それを意識するあまりに己の分を見失い、格上であるA級棋士の島田を侮っていたことを島田本人に見透かされて、大いに恥じる。その後、島田と後藤の対局を見た零は、ひとつ自分の殻を破り、島田の研究会に参加する。
学校生活でも、担任の教師・林田の提案で将棋部を設立することになり、紆余曲折を経て放課後理科クラブと合体した放課後将棋科学部（将科部）に所属し、部活動を体験する。こうした様々な人々に関わることで、少しずつ零の心境に変化が生じていった。

### 第5巻 - 第9巻（アニメ 第2期）
進級後しばらくして、零は川本家の次女・ひなたがいじめ問題に巻き込まれたことを知る。いじめられていた同級生をかばったことで、今度は自身がいじめの標的になり、それでも自分がしたことは間違っていないと叫ぶひなたを見て、幼いころ抱えた心の傷から救われた零は、何があっても彼女を守ると誓う。
同じころ、新人王トーナメントの対局中に二海堂が倒れ、重い病気（慢性の腎臓病）を隠しながら将棋を指し続けていたことを知った零は、自身の力を尽くさず、千日手に持ち込んで二海堂を棄権に追いやった行為に怒りを燃やし、山崎を決勝で破り新人王になる。
その後、ひなたのいじめ問題も一応の解決を見、新人王を獲得して将科部の面々から祝福を受けた零は、名人位のタイトルホルダーである宗谷との記念対局に臨んだ。夏休みに入り、零が通う高校への進学を決意したひなたのため、零は家庭教師としてひなたの受験勉強を支援する。ひなたは無事合格し、高校生活のスタートを切った。

### 第9巻 - 第11巻
入学後すぐに友人もでき、明るく楽しげなひなたの様子に、零は遠くから見守りつつ安堵する。
しかし、川本家の祖父・相米二が不整脈で入院した直後に、家を出て行ったはずの3姉妹の実父・誠二郎が突然姿を現し、一緒に暮らそうと提案する。誠二郎の魂胆は、3姉妹を家から追い出し、そこに新たな妻子を移り住まわせることにあると、3姉妹の伯母・美咲から聞いた桐山は、教師の林田や先輩の野口の助けを借りて情報を集め、あまりに無責任な誠二郎の実態を知る。
誠二郎の目論みを阻止するため、零はそれを川本家に暴露したうえ、自分は「ひなたの婚約者」であると宣言する。誠二郎を一旦引き下がらせることには成功したものの、ひなたには零自身の想いが伝わっておらず、その後も足踏み状態が続くこととなる。
それでもあきらめない誠二郎は、零が大阪で藤本雷堂との対局の間に川本姉妹を言いくるめようとする。対局を急戦で勝った零は、三月町に戻り誠二郎と会う。誠二郎は川本姉妹の異母妹を連れてくるという強硬手段に出るものの、あかりとひなたからの絶縁宣言を受け入れざるをえず、異母妹とともに帰っていった。

### 第12巻 - 第17巻
相米二からあかりが抱える心の問題を聞かされた零は、解決策としてあかりの伴侶を探すことを思い立つ。川本家の夏祭りの手伝いの中、その場に居合わせた島田と林田に、あかりの伴侶としての可能性を見いだした。並行して、二海堂とともに東洋新聞社オープントーナメントの本戦に挑むが、絶好調の辻井に手も足も出ず早々に敗退してしまう。それに対して、二海堂が宗谷名人相手に善戦したのを目の当たりにし、嫉妬を覚えるとともに名人の視界に留まるための修練を改めて誓った。
トーナメント戦の終了後、零は川本家との魚釣りに島田・林田を誘うなど、あかりとの接点を持たせようと立ち回る。ひなたと仲良く振る舞う零であったが、当のひなたは零とあかりが付き合うべきと島田たちに漏らしてしまう。
林田らの職団戦と学校生活最後の文化祭が重なったことを残念に思う自分に気付いた零は、自分の世界がいつの間にか広がっていたことを自覚する。ひなたは再度「おねいちゃんと零ちゃんはお似合い」と口にするが、それは父のときのように、零の心をあっけなく失うのではないかという恐れが言わせるものであった。
島田や横溝の計らいで文化祭後半に間に合った零は、後夜祭の中、ひなたに改めて自身の想いを告白。結婚宣言以来の互いの認識のズレを解き、告白を受け入れた彼女と、恋人同士としての交際を進めていく。
時を同じくして、獅子王戦の予選を勝ち進む零は、準決勝で野火止あづさ、決勝で彼の師匠の田中太一郎と対局する。辛くも両名を退けて本戦出場を決めるが、対局中「真っ暗な部屋」に放り込まれる感覚が、以前よりも早まっていることに恐怖を覚える。零自身は、原因として「強い棋士と当たる機会が増えた」「他の棋士が、自分への研究を深めてきた」「『居場所を求めるが故の、将棋の神様との偽りの契約』に対する報い」「ひなたとの交際による心のバランスの変化」である、と考えた。零は一人で解決しようとしていたが、ひなたに諫められ、二人で一緒に問題に向き合うことを約束する。その後、「真っ暗な部屋」に放り込まれる感覚から解放された零は、島田研究会のメンバーがひしめき合う獅子王戦の決勝トーナメントで、二海堂との久々の公式戦に臨み、熱戦の末勝利を収める。対局後は、二海堂に対して真に心を開くようになる。
零が獅子王戦の決勝トーナメントを勝ち進むのと時を同じくして、あかりは三日月堂の3代目として新たな業務形態を模索する中、建設業者の2代目青年との繋がりを得る。

## 登場人物
声はテレビアニメ、演は実写映画のもの。

### 主人公
桐山零（きりやま れい）
声 - 河西健吾、内山夕実（幼少期） / 演 - 神木隆之介、大西利空（少年時代）
本作の主人公。作中では史上5人目となる中学生でプロ入りした若手棋士。物語開始時点で順位戦C級1組、五段。単行本9巻以降はB級2組、六段。年齢は物語開始時点で17歳。身長はテレビアニメ第1期時点で170センチメートル。
幼いころに交通事故で両親と妹を失い、父の友人である棋士の幸田柾近に内弟子として引き取られる。幸田の実子との軋轢により家庭内で居場所がないため将棋に没頭し、15歳でプロ棋士となる。幸田の娘・香子が家を出ようとするのを引き止めるため、自分が家を出ることを決意し、中学卒業後、東京都内にある架空の町、六月町で1人暮らしを始める。
当初は精神的に投げやりで荒んだ生活を送っていたが、川本家や放課後将棋科学部（将科部）などとの関わりを経て少しずつ心境に変化が生じ、将棋界でも島田への憧憬の念に突き動かされ、研究会に入ったり将棋部を作ろうとしたりするなど自分の閉じた世界を開いてゆく。やがて川本ひなたを特別な存在と感じるようになり、彼女がいじめにあった際は親身になって解決策を考え、身を案じて修学旅行先の京都へかけつけるなどした。将科部が廃部となった後は、校長（声 - 楠見尚己）や教頭（声 - 伊丸岡篤）などを加えた将棋クラブが設立され、その部長となっている。
1年遅れで私立駒橋高校へ編入し通学しているが、同級生より歳上であることもあり、当初は校内では孤立していた。成績は体育と音楽を除けばまあまあで、物理と数学が特に良い。ひなたに勉強を教えた際は、数学の平均点を30点近く上げさせた。将棋対局のために学校を早退・欠席することが多く、出席日数は危うい。
棋風
居飛車も振飛車も指すオールラウンダー。悪手の盤面を感覚的に「気持ち悪い」と表現する描写があり、島田からは「宗谷と雰囲気が似ている」と評される。野火止からは、得意な型を持たず、相手の戦法に乗る傾向があると評される。
宗谷vs島田戦で誰もが島田の敗勢と認識していた盤面で、対局している当事者である島田や共に大盤解説を行っていた藤本雷堂（映画版では柳原）すら気づかずにいた島田の必勝手に気づく（宗谷自身は気づいていた）。後に藤本との対局では、藤本イリュージョン（ポカ・失着）もあったものの、急戦で破った。

### 川本家
零の住む六月町の隣町の三月町の住人。以下の3姉妹は、本作におけるヒロイン。
川本あかり（かわもと あかり）
声 - 茅野愛衣 / 演 - 倉科カナ
川本家の長女。年齢は単行本9巻の時点で23歳。身長は、アニメ第1期時点で165センチメートル。ただし、原作初期では170センチメートルの零よりも身長が高めに描かれていた。
亡き母親の代わりに妹たちの面倒を見ながら、昼は祖父の経営する和菓子屋・三日月堂の手伝いに従事し、週に2回ほど夜に伯母の経営する銀座の店・美咲でホステスとして働きながら家計を支える。銀座では評判の美人でスタイルも非常に良く、常連客である棋士たちにもファンが多い。将来的に、三日月堂を引き継ぐことを考えている。
猫・鳥・人間を問わず、痩せている生物を放っておけない性質で、拾ってきては食べ物を与えて太らせるなど、変わった面倒見の価値観を持っている。ふくよかな体格には目がなく、初対面の二海堂の体格を目の当たりにし、見とれたことも。料理が得意であり、ひなたと共に零を気にかけ、零の不摂生を嘆くこともある。
早くに亡くなった母との約束を守るため、ひなたとモモのために母親を思わせる服を着たり口調を真似たりするようになる。ただし、このことが実年齢以上に年上と思われたり、「所帯じみてる」と当時の同級生男子から敬遠される原因になったことも。妹たちの母親代わりを務めるため普段は気を張っているが、ひなたがいじめの標的にされた際は動揺し、時に涙を流すこともあった。
金銭感覚はしっかりしているが食べる量やカロリーに関する計算はかなりどんぶり勘定で、ひなたと共に食べ過ぎては後悔する模様もたびたび描かれている。あからさまでは無いものの連載初期に比べて太り気味になっている模様で、美咲から「バーのドレスがどれも着られなくなった」と苦言を呈された。
川本ひなた（かわもと ひなた）
声 - 花澤香菜 / 演 - 清原果耶
川本家の次女。初登場時は中学2年生、単行本5巻以降は3年生に進級、単行本9巻で零が通う私立駒橋高校に入学する。身長は、アニメ第1期時点で150センチメートル。姉とは対照的に小柄で華奢な体型。髪型は当初ツインテールだったが、高校進学を機にボブカットに変える。作中では、「ひな」「ひなちゃん」と呼ばれる場合が多い。
妹の面倒や祖父の店、家事手伝いをこなすしっかり者で、気配り上手な心優しい性格。零曰く元気になったりしょんぼりしたり怒ったり、あらゆる意味で「活発」な女の子。反面、家族に弱みを見せないなど、繊細な面もある。つぐみからの、「零と交際してはどうか」との再三の進言になかなか応じなかったなど、頑固な一面もある。その後、単行本15巻にて、零の2回目の告白を受け入れる。
佐倉ちほをいじめからかばったことで今度は自身がいじめの標的にされるが、涙ながらも「私のした事はぜったいまちがってなんかない!!」と叫ぶ姿は、零を過去の心の傷から救い出した。
高校では「手作り部」に入部し、つぐみという友人ができた。姉同様、将来は三日月堂を引き継ぐことを考えている。
ストレートな性格は、『ONE PIECE』のモンキー・D・ルフィがモチーフと作者はコメントしている。
ファンブック初級編時点では、零のことはお兄ちゃんというより弟と思っていることが判明。
川本モモ（かわもと モモ）
声 - 久野美咲 / 演 - 新津ちせ
川本家の三女。身長は、アニメ第1期時点で98センチメートル。保育園に通う園児。天真爛漫で零や姉たちに甘える。
作中に登場するアニメのキャラクター・ボドロに体型が似ている二海堂にも懐いている。島田のことは、ハゼ釣りの際に釣り餌のイソメを見せられたことから怖がっている。
川本相米二（かわもと そめじ）
声 - 千葉繁 / 演 - 前田吟
川本家の母方の祖父。美香子と美咲の父親で、和菓子屋・三日月堂の店主を務める。孫娘たちをこよなく愛し、特に三女のモモには甘い。戦後の少年時代に両親と弟を亡くし懸命に生きてきたため、境遇が似た零に対して思い入れがある。将棋ファンでもあり、零の対局について関心を寄せている。
初めは「好きに生きて好きに死ぬ」を信条としてきたが、妻と娘に先立たれたため、3姉妹が一人で金屏風の前に立たせまいと「石にしがみついてでも生きる」と決意し、定期的に古馴染みの医者の診察を受けている。作中で一度不整脈で倒れ入院するが、後に退院する。
娘である美香子や妻の彩、孫のあかりたちの人生を私利私欲で潰した誠二郎を憎んでおり、現在もその感情は継続している。
美咲（みさき）
声 - 根谷美智子 / 演 - 板谷由夏
3姉妹の伯母。あかりが勤める銀座のスナック・美咲のママ。川本家の3姉妹を気にかけ、あかりを家事から解放するために店のホステスとして雇っている。店を盛り上げるためにあかりをちゃっかり利用するなど、商売っ気が強い。あかりに憧れる客からあかりを守りつつ金を巻き上げようとし、その姿は相米二に「鬼」と恐れさせるほどである。ただし、金に汚いというわけではない。既婚者。ひなたが高校進学直前の時点で52歳。
店の常連には、棋士や将棋連盟の関係者、企業主などが多い。相米二曰く「外面だけはいつも最高だった」。
マメで料理好きだった母・彩や妹・美香子と違い、食べる専門。
誠二郎の気質を知る人間の一人で、あかりたちに取り入ろうとするのを幾度となく間に入る一方で「父親の悪い所をこれ以上あかりたちに知ってほしくなかった」と零に心情を吐露した。
映画版では、姓が川本と設定されている。そのため原作とは違い、既婚者なのか不明で、妻姓にしたのか未婚か離婚したのかなどについては特に描写がない。
川本美香子（かわもと みかこ）
声 - 高橋美佳子 / 演 - 奥貫薫
川本家の3姉妹の母親で、相米二の娘であり美咲の妹。物語開始時点で既に故人。気立てがよく働き者で、両親である相米二・彩とともに三日月堂を切り盛りしていた。
夫（あかり・ひなた・モモの実父）であった誠二郎との離婚後、女手一つで娘たちを育てていた。
三日月堂名物「三日月焼」の考案者。元々料理と和菓子が好きだったため、見よう見まねで試作を作っては相米二に見せていた。彩と共に「お金かけず手間かけて」を信条にしており、人を喜ばせる料理や飾りに工夫をこらすことに長けており、甘いものからしょっぱいものまでこさえては三日月堂に行列を作ったと相米二を感服させた。
川本彩（かわもと さい）
声 - 大地葉
相米二の妻で、美咲・美香子の母親。物語開始時点で既に故人。働き者で家族を大事に思っており、娘の美香子・相米二と共に三日月堂を切り盛りしていた。マメな性格で料理などに工夫を凝らす技術が高く、それを娘たちに伝え、それらは現在はあかりたちに継承されている。

### 島田研究会
島田開（しまだ かい）
声 - 三木眞一郎 / 演 - 佐々木蔵之介
A級八段。初登場時で30代半ばで宗谷冬司と同じ年齢かつ奨励会の同期。しかしながら、痩身で頭髪が薄いこともあって40代の後藤と同年代に見られている。薄毛対策として、「特別な」シャンプーを使っているとも語っている。
居飛車党。人格者であり二海堂の兄弟子で、二海堂とはお互いに「坊」「兄者」と呼び合う仲の良さであり、後輩思いで二海堂にとってはいい兄貴分のような存在。零とは獅子王戦の挑戦者決定トーナメントで対戦し勝利する。その後、決勝戦で後藤正宗に勝利した後に零を自身の研究会に誘い、以後次第に交流を深めていく。普段は比較的穏やかな人物だが、対局に際しては好戦的な一面も見せる。研究会を主催する立場ではあるが、零が高校3年生時点の獅子王戦決勝トーナメントで、研究会のメンバーが全員勝ち進んだ結果、研究会の誰かと必ず戦わなければならない状況になった際には複雑な表情を見せたり、研究会を続ける意義に思い悩んだりすることもある。
山形県天童市近くの過疎化が進む山村の出身で、果実の収穫や酪農などを手伝って奨励会への交通費を稼ぎ、プロ棋士となった苦労人。過疎化の進む郷里から孤立する老人をなくす仕組みを作るべく将棋クラブを創るなど情に厚い人物で、その人柄に長年島田を取材してきた記者や零も尊敬している。自他共に認める「努力の人」であり、向上心が高く、棋力向上のためには努力を厭わない。能う限りのエネルギーを将棋にぶち込むため女性には見捨てられてばかりいる。故郷にはかつて交際していた恋人がいたが、将棋を優先させるために別離。彼女が別の男性と子供を授かった後も、「将棋を選んだ道の代償」として、敢えて彼女のことを記憶に留め続けている。
奨励会在籍時から胃痛持ちであり、作中でもそれらをよくネタにされている。自他ともに認める雨男で、子供のころは雨乞いのために山の祠まで度々連れて行かれ（学校には家族が話をしてあるため無断欠席ではない）、イベントに出演したうちの約7割で雨を呼んだほど。零が自身とあかりに接点を持たそうと立ち回る点には不快感を示す一方で、零がひなたの横で笑顔でいる様子には安堵の表情を見せる。
原作者曰く島田のモデルは佐々木蔵之介であり、その佐々木が映画版で島田を演じたことをいたく喜んでいる。
アニメ19話では祖父（声 - 堀越富三郎）が登場している。
二海堂晴信（にかいどう はるのぶ）
声 - 岡本信彦、三瓶由布子（小学生） / 演 - 染谷将太、高月雪乃介（少年時代）
C級2組四段。単行本5巻以降はC級1組五段である。身長はアニメ第1期時点で152センチメートル。零とは幼少期から子供将棋で対局を重ね、「心友」かつ「終生のライバル」を自称し、零に対して強引に接することが多い。
島田の弟弟子であり島田の研究会に所属。居飛車党で居飛車穴熊を好む。
富裕な良家の子息。幼いころから腎臓を患っている影響でふくよかな体型をしており、常に健康に不安を抱えているため執事の花岡が付き従っている。体が弱いことに気づいている者はいるが、二海堂自身の願いで周囲には明かされておらず、詳細は島田や会長、零といった一部しか知らない。
監修の先崎学は単行本の解説で、本作の各登場人物のモデルが誰かについては難しいとしつつも、二海堂については夭折した村山聖との類似を指摘している。
重田盛夫（しげた もりお）
声 - 津田健次郎 / 演 - 森岡龍
B級2組。島田と同期。将棋以外では無口だが、場に慣れると毒舌になる。目つきが悪い。二海堂と激しく口論するのが島田の胃痛の種で、零が研究会に参加するようになってから状況はさらに悪化した。振り飛車党である。二海堂との対局中は、研究会・公式戦を問わず、双方とも怖い顔で相手を睨むような表情（島田は「顔圧を上げた」と表現）をしている。二海堂は、「憎たらしいけど、頑固なまでの一途さ・強気を崩さぬ棋風・揺るがぬ風情には励まされてきた」と評している。研究会のときに、時々島田宅の風呂に勝手に入る、その際、島田の高価なシャンプーを大量に使う、島田が用意した食事に文句を言う、などしており、島田が他の棋士に愚痴ったこともある。

### 幸田家
幸田柾近（こうだ まさちか）
声 - 大川透→山野井仁（第2期21・22話） / 演 - 豊川悦司
零の師匠で、養父。八段。目白在住。
零の実父とは友人関係にあり、過去には奨励会で競い合った仲であった。家族を失った零を内弟子として引き取った。同時に実子の長女・香子、長男・歩も弟子として育成するが、零が手を抜いてわざと負けていることにも気づかぬ二人に勝負の世界を生きる資質がないことを感じ、奨励会に所属していた香子と歩を無理矢理やめさせる。この結果、夢を断たれた香子は派遣社員になって後藤と不倫関係になり、歩はゲームの世界に引きこもることとなっていく。一方で「幸田家」を崩壊させた自責の念からプロ棋士となった零も中学卒業を機に自立、アパートで1人暮らしを始める。幸田自身は娘と息子を不器用ながらも愛しているが、何事も将棋中心で考える上、実子達の前で露骨なまでに零の才能を評価し続けたり、香子達の意思を無視して無理矢理に奨励会をやめさせたりするなど、親としての配慮に欠けた面が目立ち、家によりつかぬ娘と引きこもりになった息子をどう扱っていいかわからず悩みを深めている。一方で私立板橋高校に通いながらも校内で孤立する零を心配しており、その後も彼と頻繁に連絡を取り、「幸田家」に送られていた対局料も零が成人するまで管理している。
下の名前は、映画制作にあたって設定された。映画版では回想シーン中で宗谷との対局がテレビ放映されていた。
幸田香子（こうだ きょうこ）
声 - 井上麻里奈 / 演 - 有村架純、原菜乃華（少女時代）
幸田家の長女。零より4歳年上で義姉にあたる。
激しい気性・棋風を持ち、零が幸田家で暮らすことに反発していた。その気性の荒さは一部の棋士関係者から毒婦と揶揄されるほど。奨励会に所属していたが、零に勝てないことを理由に中学2年生の時に辞めさせられる。慕っていた父に人生を否定されたと感じて深く傷つき、その後は街で遊び回るようになる。容姿に恵まれ、人を惹きつけるカリスマ性を持つが、将棋を辞めて以降は常に寂しさを抱えていた。零に対しては時に「ゼロ」と呼び、度々毒づいたり零の心をかきまわしたりするなどの辛辣な態度で接する反面、部屋に上がり込んで自身の心情を吐露するなど、複雑な関係性が描写されている。妻帯者である後藤に好意を抱き、その関係に悩んでいる。しかし、余命が僅かとなった妻を見舞い続ける後藤を見続けたことで、今更ながらに家族を失い天涯孤独となった零の心情を理解すると同時に過去の自分の所業を後悔しながらも、後藤と零の幸福を祈っている。
家を出た後は派遣社員として働いている。零と会話しているのを見たモモからは、「魔女」と呼ばれ恐れられる。
幸田歩（こうだ あゆむ）
声 - 井上麻里奈 / 演 - 萩原利久、鈴木雄大（少年時代）
幸田家の長男。零と同じ歳だが、立場上は義弟にあたる。
零に将棋の腕を追い抜かれて落ち込み、自ら将棋を放棄し、家にこもってテレビゲームばかりするようになった。予備校に通っている。香子と同様に、零に対して辛辣な態度を取る。
幸田の妻
声 - 大福弓子（第1期）→島本須美（第2期） / 演 - 西牟田恵
実子である香子・歩と、内弟子として幸田家にやってきた零を比較し、複雑な感情を抱いている。その一方で、夫の一番の理解者は同じ境遇を歩んできた零であることにも気付いている。

### 棋士

#### タイトルホルダー
宗谷冬司（そうや とうじ）
声 - 石田彰 / 演 - 加瀬亮
本作のキーパーソン。30代後半。京都市・銀閣寺の近くで祖母（よし乃）、たまこ・ひびき親子（単行本16巻以降）と暮らしている。
棋界のトップに君臨するタイトルホルダー。15歳でプロ入りして以降、史上最年少の名人位、7大タイトル独占という偉業を成し遂げた。物語開始時でも5冠（名人・獅子王・棋神・聖竜・玉将）を有しており、その他には名人位6連覇・通算12期、玉将戦は5連覇という記録を持つ。本編の高齢棋士以外では数少ない、現役時代の神宮寺と対局したことのある人物で、彼から名人位を奪取したこともある。
島田開と同年齢だが、宗谷の容姿はプロになった中学生の当時とほとんど変わらない。あらゆる戦型を指しこなすオールラウンダーである。
劇中の10年ほど前から、ストレスが原因とされる難聴を持病として抱え、時折耳が聞こえなくなる。このため言動がおかしく見えることもあるが、元々言動が天然系だったことや、天才ゆえの奇矯と周囲から好意的に受け取られていたことから、彼の障害を認識しているのは会長の神宮寺や後に事情を知った零など、ごくわずかな人のみである（映画版ではタイトル戦で対局した島田も気づいている）。また、宗谷自身は耳が聞こえないのは静かでよいと神宮寺に告げ、途中で治療を止めている。
若手との対局では相手側が一番得意とする戦法で指させ、最大出力までもって行かせてぶつかるスタイルをとる。
当初はあまり表情のない「不思議ちゃん」とも呼ばれる浮世離れした人物だったが、巻が進むにつれ驚く・笑う・「ガチ」の表情になるなど人間らしさが出てきた。自宅では、関西弁も使うほか、砕けた表情を見せることもある。祖母のよし乃は、何も受け入れたがらない反面、ひとたび執着すると手を離さない性格と語っている。他人と子供が苦手で、たまこ・ひびき親子と同居することになった際は、子供のひびきを閉じ込めようと自宅の庭に小屋を建設したこともある（その後、小屋自体は自分の研究部屋に転用して、ひびきの方を小屋から追い出した）。
キャラクター設定については作者曰く「谷川浩司と羽生善治を足して、二で割っていない」。
柳原朔太郎（やなぎはら さくたろう）
声 - 大塚芳忠 / 演 - 斉木しげる
棋匠のタイトルホルダー。現役最年長の66歳（ただし、本人は「還暦前」と言って憚らない）。
棋匠位9期を含む、通算14のタイトルを獲得している実力者。頭角を現すのは同年代の神宮寺よりも遅かったものの、未だにA級順位戦に在籍している。神宮寺とは「徳（とく）ちゃん」「朔ちゃん」と呼び合う仲である。若手との対局では、ひらひらとかわしてからかうような棋風とされる。第三十三期棋匠戦で激闘の末、島田とのタイトル防衛戦に勝利し、棋匠の永世位を獲得した。また、新人王経験者で名人位を獲得したこともある。奨励会のころから、「神宮寺が観戦していると負ける」というジンクスを持っている。
スピンオフ作品『灼熱の時代』では、主要人物のひとりとして登場。神宮寺とは少年時代からの付き合いである。『灼熱の時代』では、神宮寺や岩崎（後述）にしばしば振り回されており、本編以上にコメディーリリーフ的な役回りも多い。なお、本編でも若いころの彼は描かれているが、『灼熱の時代』と本編では容姿が若干異なる。
土橋健司（どばし けんじ）
九段。物語当初はタイトルを持っていなかったが、作中で棋竜位を獲得する。独身で両親と共に暮らしている。
宗谷と同年代の棋士であり、子供のころから幾度となく対局してきた。現在も、宗谷とは研究を一緒に行うことがある。大変な研究家であり、食事や睡眠などを除く大半の時間を研究に費やしている。その将棋に対する凄まじいまでの姿勢と、実力のみで運に左右されない強さは、第70期名人戦の解説をしていた藤本雷堂をして「（宗谷以外で）やっかいなヤツ」と言わしめた。
几帳面で、決まった飲食物を対局先に持ち込み、決まった時間に嗜むなど機械的な生活リズムを持ち、松永はロボットと称する。一方、対局中は優勢でも、新研究（面白いこと）には乗るタイプ（三角曰く「心に『自分だけの宝島』を持って生まれて来た男」）。
第70期名人戦では挑戦者となるが、その時はフルセットの末に敗れる。だが、後の棋竜戦では藤本相手にストレート勝ちを収め、タイトル奪取を成し遂げた。
モデルは漫画家の三浦建太郎と棋士の三浦弘行の2人。
藤本雷堂（ふじもと らいどう）
声 - 大塚明夫
棋竜のタイトルホルダー。54歳。鹿児島県出身。
歯に衣着せぬ言いたい放題の放言居士だが、古参ファンはその放言ぶりを喜んでいる。（厨二病的な意味で）鋼のメンタルを持ち、口も悪いが、反面褒め言葉に弱い上に気に入った相手には素直でない好意を示すというどこか憎めない人物。棋竜位を5期連続・通算8年保持しており実力は十分の筈だが、一人で盛り上がった挙げ句「とんでもないイリュージョン（=失着）」を起こしてしまう癖があることでも有名。
零との対戦では一方的に放言しつつ失着から敗勢になるが、零が急いで帰京したがっているのに気づくとその理由（誠二郎が川本姉妹を言いくるめようと訪れていた）を聞きたがり、それがある意味「女がらみ」と知ると零がある約束をするまで負けを認めず、上り最終新幹線の時間まで粘るという非常に大人げない態度に出た。一方で、棋竜戦に招待した川本姉妹に地元の人が来る砂蒸し風呂を教えたり、対戦相手の土橋に家族へのお土産にとお薦めの地元の名産品を教えたりと、人が好く面倒見の良い面もある。
既婚者で妻と娘2人が居るにもかかわらず、女遊びにも手を出していた。タイトル失冠の時期には家族に発覚してしまうが、叱責程度で済んでいる。
土橋とのタイトル戦で、0勝3敗のストレート負けで失冠しタイトルを奪われる。

#### A級
隈倉健吾（くまくら けんご）
声 - 竹内良太
九段。靴のサイズが29.5センチメートルの大柄な体格であり、柔道五段やK-1から誘いがきたなどの噂がある。名人戦において第66期から第69期まで4期連続で宗谷に挑戦した。普段は泰然自若とした姿勢だが、69期ではあと1勝で名人位奪取というところまで迫るが敗北し、悔しさのあまり旅館の壁を蹴り抜くなど熱情を内に秘めている。甘党かつ酒豪であり、対局中にケーキ3個をほおばる姿は名人戦の名物とされ、また、ケーキをつまみに芋焼酎のボトルを空けた逸話の持ち主でもある。
後藤正宗（ごとう まさむね）
声 - 東地宏樹 /  演 - 伊藤英明
九段。40代。居飛車穴熊など、厚く重い棋風。剛直な風貌と威圧感を備え、また激しい気性の持ち主で、香子の苦しみを見かねた零が絡んできた際には、容赦なく殴り倒している。しかし、真摯に勝負を挑んだ三角に対しては感想戦でアドバイスを送り、また実績の乏しい棋士が島田を揶揄したときは不快感を露わにし、鋭い一言を放って黙らせるなど、一本筋の通った人物である。長期入院中の妻がおり、香子に対しては零の前ではストーカー呼ばわりし、妻の日用品を買わせたり、家から叩き出したりと突き放すような態度を取っているが、その一方、腕時計を買い与えたり、無意識に抱き寄せたりもしている。幸田の弟弟子だった。なお、『機動警察パトレイバー』の後藤隊長から命名した旨、ゆうきまさみとの対談にて作者が明かしている。また、『寄生獣』の後藤からも連想している。
名前は、映画制作にあたって設定された。なお、妻の名前は原作どおり映画でも「美砂子」と設定されている（演 - 小橋めぐみ）。
辻井武史（つじい たけし）
声 - 中村悠一
九段、A級在位8年。駄洒落が好き。テレビに映りたい一心で、インフルエンザに罹患しているのを隠して立会人を務めようとしたり、天童市のイベントで「ラブミー・テンドゥ」と言い放ち会場を微妙な雰囲気にしたりするなどの前科が多数あり、「残念なハンサム」と評されている。
好不調の波が激しく、作中では「いい辻井さん」の日と「悪い辻井さん」の日があると表現されており、第20期獅子王戦本戦トーナメント準々決勝では零に敗北するが、東洋新聞社オープントーナメントでは「いい辻井さん」の日であったため零に完勝する。好調時は駄洒落が出ないほど高い集中力で対局に臨み、時には宗谷名人に勝利するほど強いとされる。

#### B級1組
櫻井岳人（さくらい がくと）
声 - 小野大輔
30歳。七段。華のある風貌と優美な振る舞いで、棋界での集客力はナンバー1とされる。将棋は本格居飛車の正統派。
棋匠戦の挑戦者決定戦で島田と対戦するが敗れ、自らのタイトル戦に注目を集めさせたかった柳原を落胆させた。
登山が趣味で、先輩・後輩の別なく気に入った棋士を山に誘い、本人の意図しないうちに自身の信奉者を増やしているが、天然で悪意は無い。島田との対局は、登山の魅力を熱情的に訴える櫻井と、幼少期から山で農作業をしていたために全くその誘いに乗らない島田、というイメージで描かれた。

#### B級2組
横溝億泰（よこみぞ おくやす）
声 - 阪口大助
30代。七段。細身で眼鏡をかけている。登場して以来三角や一砂とつるむ描写が多く、零とも絡むことが増えた。気さくでコミュニケーション力が高く、零にも勝利の言葉をかけたり、初めての将棋イベントに参加する零に人との接し方をアドバイスしたりするなど明るく接している。
初心者への指導将棋が上手であると評され、相手にヒントを出したり端の人間まで愉快にさせたりするのがうまく、大盤解説などで解説を担当する際は場を盛り上げることに長けた司会の達人。B級1組の順位戦最終局で滑川に敗れ、B級2組への降級が決まり、それ以来滑川が苦手になった。師匠からの言葉「女は裏切っても、駒得は裏切らない」。あかりに好意を抱いている。
三角龍雪（みすみ たつゆき）
声 - 杉田智和 / 演 - 中村倫也
26歳。六段。通称「スミス」。身長180センチメートル。軽妙な棋風で風車を得意とする。飄々とした人物で、零を後輩として可愛がっている一方、棋士としては一目置いている。外見は金髪のおかっぱで眼鏡をかけており顎鬚が生えている。
本作の将棋パートにおいて、しばしば狂言回し的な役回りをしている。
一砂とは気が合うらしく、彼を「いっちゃん」と呼んで行動を共にしている描写が多い。後藤との対局に敗北した後に子猫を拾い、苺の箱に入っていたことから「いちご（声 - 西明日香）」と名づけて飼っている。初めはあまり乗り気ではなかったものの、今では目にいれても痛くないほど溺愛している。ただし、いまいち懐かれていない。
一砂ほどあからさまではないがあかりに好意を抱いており、零をダシにあかりとお近づきになったり予定を聞きだそうとしたりした。
零たちが島田研究会に入っていることを羨ましがっており（島田の食事が目当てな面もあるが）、研究会に押しかけたこともある。研究会の中で、悪気は無いものの、島田研究会の4人が合わさって隈倉並みともとれる発言をしてしまい、4人（特に島田と重田）を怒らせたこともある。
入江健一郎（いりえ けんいちろう）
B級2組3年目の棋士。23歳でプロ入り後、B級2組への昇級には20年を費やした。プロ入り23年目にして、その勝率は6割2分以上。小学生の時に体験した遠泳で溺れかけた経験から、決してパニックを起こさず常に冷静でいることを心がける。甘党で、対局の休憩中に温かい缶入り汁粉を飲む習慣を持つ。また、対局後には、ウイスキーを遠泳の思い出の冷やし飴で割ったものをたしなんでいる。
滑川臨也（なめりかわ いざや）
35歳。七段。実家は葬儀屋を営む。痩身でいつも黒いスーツを着用し、その風貌などから「立てば不吉」「座れば不気味」「歩く姿は疫病神」と言われ疎まれるが、本人は人間がとても好きだと公言しており、誤解を受けることが多いのも気にしていない。
対局の場では勝敗だけでなく相手の「生を感じるあるがままの姿」を堪能することも重視しており、そのためならばあらゆる策を駆使する。特に相手にとって重要な対局でそれが顕著になるため、結果的に相手がペースを崩してしまうので「対局相手の望みとは逆の方向に連れて行く『死神』」と評されている。気に入った相手の場合はさらなる粘りを見せ、零との対局では「もっと長く楽しみたい」と千日手からの指し直しへ誘導しようとしまでした。
特定のモデルは存在しないが、行方尚史が「名前が似ている」と気にしていた旨を監修の先崎学がコミックス収録のコラムで記している。
田中太一郎（たなか たいちろう）
七段。初登場時点ではB級2組・52歳だが、同じ年度内にもかかわらずB級1組・54歳とされている場面もある。野火止の師匠にあたる。既婚者で、編集者の妻と、息子2人がいる。三角との絡みが多い。なぜか心の声で相手の心に直接語りかけることが多い（普通に喋っているシーンもある）。零の父親の奨励会時代を知る人物の一人でもある。
棋風は「鮮やかに受けつぶして勝つ」であったが、息子が大学生に成長した時期（1 - 2年ほど前）から「隙を見つけては躊躇なくアクセルを踏み込み攻撃に転じる」に変化、強さも以前より増した。
田中姓だが、『灼熱の時代』の田中七郎（田中名人）と血縁関係にあるかどうかは不明。
野火止あづさ（のびどめ あづさ）
21歳。六段。通称「あづにゃん」。太一郎の弟子だが、師匠には苦手意識を持つ。高校生でプロ入りしており、零や二海堂がプロ入りするまでは注目の的であった。それゆえ、零・二海堂とマスコミに対して強い敵愾心を抱いている。
二海堂への敗北、上位棋士と当たる機会が増えた辺りから自身の才能の壁にぶつかるが、並々ならぬ情熱と努力で克服。対局中においても熱さを見せつける。

#### C級1組
安井学（やすい まなぶ）
声 - 岩田光央　/ 演 - 甲本雅裕
六段。普段は腰が低く気が弱いが、負けると酒・ギャンブルに溺れていたとされる。離婚が決まるが、「クリスマスまではパパといたい」と娘に告げられていた。
クリスマス当日の順位戦で零と対局するが、中盤のミスで戦意を失い敗北する。対局後、わざと置いて帰ろうとした娘へのクリスマスプレゼントを届けにきた零に、自分の不出来を吐露し零の心をかき乱した。
蜂谷すばる（はちや すばる）
声 - 吉野裕行　/ 演 - 前原滉
23歳。五段。早指しを得意とする攻撃的な棋風を持つ。20代若手棋士の中で一番の有望格とされている。対局中に舌打ちや貧乏ゆすり、扇子鳴らしを繰り返すため「東のイライラ王子」のあだ名で呼ばれている。周りの棋士からは「ハッチ」の愛称とともに妙な人気がある。勝てば勝つほど機嫌が悪くなり、負けると泣き終えた後の感想戦が深夜まで続くほど長い。「いかに面倒を起こさずに蜂谷に勝つか」はトップ棋士たちの共通の悩みであり、全く無頓着に蜂谷に勝ってしまった零はそのことでツッコミを受けた。

#### C級2組
松永正一（まつなが しょういち）
声 - 岡和男
65歳。七段。福島県会津地方出身で、棋士歴40年のベテラン。C級1組の残留をかけて順位戦で零と対局した。奇矯な行動で零を困惑させ、対局後は八つ当たり気味に鰻重をおごらせるなど、夜中まで連れ回した。零との対局後に引退するかと思われていたが、将棋への好悪だけでは言い表せない感情を涙ながらに吐露した後、引退を撤回して棋士を続ける意思を語った。大人げないが愛嬌のある好人物。舌禍癖があり、インタビューはテレビの放映にほとんど採用されない。
松本一砂（まつもと いっさ）
声 - 木村昴 / 演 - 尾上寛之
26歳。五段。身長181センチメートル。山形県出身。棋風は「攻撃的というより攻撃しかしてこない」と零に評されている。明るく素直な性格で、あかりのファンの1人。「大きな生き物同士」である三角と仲が良い。櫻井と一緒に登山に行った時に彼に助けられ、以来櫻井の信奉者である。
山崎順慶（やまざき じゅんけい）
声 - 安元洋貴 / 演 - 奥野瑛太
五段。スキンヘッドに眉なしの魁偉な風貌。五段で停滞したまま新人戦で4期の優勝を果たしたことから、あと1回の優勝で「永世新人王」になると周囲から揶揄されている。自身の棋力に限界を感じ始めると共に、零と二海堂に対して嫉妬や羨望を抱き、新人戦での対局を経て再起を誓う。二海堂との対局を千日手により体調悪化を促して勝利するが、対局後二海堂が入院することとなり、ひそかに紫陽花の花を病室に届けた。なお、二海堂には送り主が誰か気づかれていた。
趣味は将棋と共に祖父から教わった、レース鳩の育成。努力すればするほど結果が出ることからのめりこむようになった。

#### その他の将棋連盟会員、スタッフ
神宮寺崇徳（じんぐうじ たかのり）
声 - 玄田哲章 / 演 - 岩松了
作中で日本将棋連盟の会長を務める。第16世名人。棋士番号84。1942年5月5日生まれで、出身地は東京都千代田区神田。新人王経験者で、過去に7期名人を務めていた。引退時期は言及されていないが、少なくとも宗谷が台頭してくる時期までは現役を続けていた。釣りが趣味。性格は陽気で自由奔放。歯に衣を着せぬ物言いをする一方で、若い才能が育つことを楽しみとする。また、公私にわたり宗谷のサポートを行っている。零が幸田の家を出てアパートを借りる際には保証人となっている。女性関係は、『灼熱の時代』によると、如月真琴との別離を経て、隣人の小谷香織と親しくなった。式の描写はなされていないものの、名人位を奪取した後に香織と結婚した模様。
スピンオフ作品『灼熱の時代』の主人公。プロ入りから僅か4年で名人戦に辿り着いた天才棋士で、同時に非常に傲岸不遜な性格だった。田中名人にストレート負けを喫した上、プライドを粉々にへし折られる。その後棋界から離れていたが、将棋を忘れることができず、3年の雌伏を経て復活。人間的にも成長する。棋風は、デビュー当時は「攻めの将棋」と称される攻撃重視であったが、復活後は「泥沼流」と名乗る終盤戦での粘りを重視したスタイルに変化。後に、小山との対局で居飛車穴熊を編み出した。小山戦からは、優勢になると「固めてドンッだ！」の決め台詞を使用するようになった。田中名人に対しては、憎らしい敵と認識していたが、第33期名人戦を経て愛憎入り混じった感情を抱くようになった。棋士としてのあだ名は、デビュー当初は「反骨の猛虎」、第25期名人戦の終盤は「張り子の虎」、泥沼流に転向後は「漆黒（の）猛虎」と変遷した。
モデルについて、先崎学は単行本コラムにて史実での第16世名人である中原誠の可能性を指摘している。
遠野（とおの）
声 - 清川元夢
名誉九段。岩手県在住。零と宗谷の記念対局では宗谷に和服を貸した。
中村
声 - 利根健太朗
将棋連盟の総務で働く。大学時代はパソコン部に入部していた。デザインは苦手らしく、自身が手掛けた棋匠戦ポスターの出来映えは島田を落胆させた。
青野
声 - 高橋伸也
八段棋士で順位戦の階級は不明。新人王戦の対局中に倒れた二海堂の救護にもあたった。
古泉（こいずみ）
声 -
島田や二海堂晴信の師匠にあたる老人。6巻から登場しているが、苗字が判明したのは17巻。妻は既に他界、自身も身体の衰えは隠せないものの、気力は衰えていない。
当初は島田を最後の弟子としていたが、二海堂の闘志に惚れ込み、病弱の身体と知りつつも弟子に迎え入れた。二海堂家の取引先の重役ともパイプがあり、将棋の道を歩ませることに難色を示していた二海堂の親族を彼らと協力して説き伏せた。

### 私立駒橋高校
林田高志（はやしだ たかし）
声 - 櫻井孝宏 / 演 - 高橋一生
駒橋高校の男性教師。零の高校1年時に担任を務めた。零が高校3年の夏の時点で36歳。将棋雑誌に詰将棋の投稿作品が採用されたこともあるほどの将棋ファンであり（棋力は零の見立てでは「アマ2段くらい」）、そのため、零が駒橋高校に編入した際にも、その素性にすぐ気付いた。以来、校内で孤立しがちな零を私生活含め気にかけている。零の進級後は担任から外れたが、将科部の顧問となり引き続き面倒を見るほか、ひなたが巻き込まれたいじめや川本家と誠二郎の問題でも相談に乗っている。後に将科部が部員不足を理由に将棋部（ただし零以外の部員は全員教員）に変わった際に、それまで零に対する他の教員たちからの指導依頼をシャットアウトしていたこと、その理由が「こっそり自分だけ指導を受けて強くなりたい」だったことが明らかになった。
あかりに一目惚れしており、誠二郎の一件や姉妹で暮らす川本家に助力するためにも、一例として自分があの家で暮らしたらと口に出すが零に心内で却下された。
島田開の大ファンであり、歳が同じことから親近感も抱いてきた。後に三月町の夏祭りをきっかけに島田と面識を得たことで友人のような間柄になったが、同時に島田があかりと知り合ったことから二人がつきあうのではと不安がっている。
野口英作（のぐち えいさく）
声 - うえだゆうじ
放課後理科クラブ（放科部）の部員「咲坂（声 - 高橋伸也）、太田（声 - 利根健太郎）」で、零より1学年先輩の男子生徒。天然パーマとカイゼル髭を生やし、鷹揚で落ち着いた性格から、入部早々部活動の先輩からも先輩・部長と呼ばれていた。穏やかに笑う野口英世に眼鏡をかけさせたような外見をしている。
放科部は部員不足のため廃部の危機を迎えていたが、零を部員に加え、放課後将棋科学部（将科部）となった。優しく面倒見の良い性格で、すでに働いている零を勤労青年と理解を示し、科学以外でも零が困っていると助力しているため、零のよき理解者となり、零自身も好きな先輩として慕っており、大学進学後も頼られている。
つぐみ
駒橋高校の入学後にできたひなたの友人。綺麗な顔立ちで、すらりとした体型の少女。とてもおっとりした性格。実家は日暮里で手芸屋を営んでいる。ひなたと共に手作り部に所属し、手芸以外にも園芸や料理と色々な物を一緒に作る。
杏奈（あんな）
駒橋高校の入学後にできたひなたの友人。零とひなたの関係が気になる様子。
小池（こいけ）、山下（やました）
零の高校3年生時点のクラスメイトで、男子2人のコンビ。文化祭の時期から、零に絡むようになる。零のことを「将棋先輩」「ぱいせん」呼ばわりしているが、ひなた以外で零と繋がりを持つ数少ない生徒でもある。

### ひなたの中学校
高橋勇介（たかはし ゆうすけ）
声 - 細谷佳正
ひなたとはクラスが別の同学年生で、幼馴染かつ初恋の人物。実家は牛乳屋。祖父や父親が将棋好きであることから、零がプロ棋士であることを対面前から知っていた。野球部のエースでプロ野球選手を目指しており、中学生でプロ棋士になった零に強い関心を抱き、真摯な質問を投げかけた。気さくだが礼儀正しいしっかり者で、ひなたが通う中学ではアイドルであり、同性である零にも「カッコイイ」と言わしめた。ひなたがいじめの標的になった際は、味方がいることを周囲に示した方がいいという理由から、昼休みのキャッチボールに誘ったり、誰も口にしなくなった佐倉ちほとの思い出を共有したりすることで、ひなたを元気づけた。
甲子園出場とその後のプロ球団からの指名獲得を目指し、小学校時代の恩師の勧誘で四国の高校へ進学した。
佐倉ちほ（さくら ちほ）
声 - 西明日香 / 演 - 三好杏依
ひなたの同級生で、小学生のころからの幼馴染の少女。中学3年生に進学してほどなく高城を首謀者とした同じ班のクラスメイトからいじめを受けて学校を休みがちになり、父親の単身赴任先である岩手へ引っ越していった。その後は心のケアセンターという施設で、農業の手伝いなどを行いながらカウンセリングを受けている。ひなたとは手紙で交流を続け、夏休みに再会している。
国分（こくぶ）
声 - 立木文彦
学年主任を務める男性教師。ひなたのクラスの担任（声 - 大原さやか。映画版では青山という名前に設定されている。演 - 吉本菜穂子。）が心労で入院した後、臨時の担任となる。クラスのいじめ問題に深く切り込み、ひとまずの平穏を取り戻した。その後も根本的な解決を目指し、指導を続ける。なお、ひなたのクラスの担任は後に、小見川（こみがわ、声 - 下山吉光）という男性教師に引き継がれた。
高城めぐみ（たかぎ めぐみ）
声 - 悠木碧 / 演 - 中田青渚
ひなたのクラスの生徒でいじめの首謀者。モンスターペアレントの母親（声 - 新井里美）がいる。いじめ問題へ学校が介入した後、表面上は態度を改め謝罪も口にしたが、内心では反省しなかったため、国分により指導を受け続けた。
高師
声 - 安野希世乃
木村
声 - 森永千才
川島（かわしま）
声 - 長妻樹里

### 桐山家
桐山貴和子（きりやま きわこ）
零の父方の叔母。親戚から陰口を叩かれるなど、昔から性格に問題があった模様。
交通事故で兄夫婦が死亡した際には、夫が実家の病院を継ぐことができるため、悲しむどころか喜んでいた。その際、本来なら引き取るべき甥の零を施設送りにしようとした。
零の父
声 - 利根健太朗
零の父親。零が小学生のころに遠足で不在時、トラックの飲酒運転事故に巻き込まれ妻と娘・ちひろ（零の妹）と共に亡くなる。
若いころはプロ棋士を目指し将棋の奨励会に入っていたが、父（零の祖父）の病院を継ぎ医者となるため奨励会を辞める。奨励会時代は幸田柾近と特に親しい間柄であった。病院を継いだ後も趣味で将棋を続けており、零が将棋に興味を持ち、幸田に引き取られるきっかけとなる。
周囲に気を遣い常に笑顔を絶やさない胃痛持ちで、夢中になると左頬に手を添えたまま腕を組み、小刻みに体を揺らす癖があった。
零の祖父
声 - 中博史
桐山医院の院長。息子には将棋を辞めて、病院を継いでほしいと考えていた。
桐山ちひろ（きりやま ちひろ）
零の妹。死亡時には幼稚園児だった。

### そのほかの人物など
花岡（はなおか）
声 - 上田燿司 / 演 - 綾田俊樹
勤続45年の二海堂家の執事で穏やかな物腰の老紳士である。二海堂が子供のころから献身的に世話をしており、常に彼の体調や対局の結果を気に掛けている。二海堂に対して非常に甘く、二海堂に気づかれないようGPSで常に行動を監視するなどいささかやりすぎな面もある。好物は三日月堂の名物菓子・三日月焼き。
甘麻井戸誠二郎（あまいど せいじろう）
演 - 伊勢谷友介
あかり・ひなた・モモの実父。
身勝手で無責任な性格であり、口が回ることからその場しのぎで話を盛り、相手を絡めとる話術を得意とする。自身の浮気が理由で美香子と離婚し、川本家とは絶縁状態となっていた。相米二が入院した直後に川本家を訪れ、新しい家族との同居を提案する。あかりたちの情に訴えかけ川本家を振り回すが、零に度々阻止され、最終的にあかりとひなたから拒絶されると「関係ない人」呼ばわりをして立ち去った。
林田や野口がネットで調べた（誠二郎本人や妻がSNSなどで自己発信していた情報をつなぎ合わせた）情報によれば、同居を提案した理由は勤務先の中古車販売店で新たな不倫騒動を起こし解雇され、家族寮の退出期限が迫っていたため。また、現在の妻が病気である一方で別の女性との不倫関係がまだ続いており、病気の妻とその間にできた娘の世話を押し付ける意図があったとされる。調べた野口や林田からは「妻子捨男（さいしすてお）」と呼ばれる。
離婚に至るときも川本家と浮気相手の家庭に対して異なる内容を伝えており、あかりからは、話を盛り続けることでそれが真実だと自分自身で思い込んでしまう人物だと言われている。美咲の語りによると、最初は優しく真面目な人柄だったが一度躓くと精神的に脆く、塾講師として働いていたが保護者と揉めて突然退職を決め、その後は三日月堂の手伝いをするが続かず外に出ていくようになり、最終的に浮気に至ったとされる。
甘麻井戸の娘
誠二郎が現在の妻との間に儲けた、3姉妹の異母妹。
ミケ、クロ、シロ
声 - 花澤香菜（ミケ）、茅野愛衣（クロ）、久野美咲（シロ）
川本家で飼っている三匹のネコたち。ネコの本能の赴くまま四六時中食べ物を欲している。心の声は漫画でも日本語で記載、アニメでも川本家の面々の声を当てている声優たちが声を当てている。
フクちゃん
川本家の三軒先の大工の家で飼われている猫。日中居ない飼い主に代わり、川本家が餌やりを頼まれている。白い体毛でフクロウのような模様があり、登場する際は誰かをジーッと見つめている。夜中に赤ん坊のような声で鳴く。鳴き声は「ホギャアア」。フルネームは「フクタロウ」だが、略称して「フクロウ」「フクちゃん」と呼ばれている。
トラ
川本家で飼っているトラ模様の猫。あまり登場しない。撫でられるのが大好き。
将棋ニャー（しょうぎニャー）
声 - 野中藍（歩ニャー・と金ニャー・金将ニャー）、阿澄佳奈（香車ニャー・飛車ニャー）、井口裕香（桂馬ニャー・角ニャー）、白石涼子（銀将ニャー・王将ニャー）
劇中で将棋シーンが登場した際、将棋をあまり知らない読者（視聴者）のため、将棋の駒とその役割を擬人化ならぬ擬ネコ化し分かりやすくコミカルに説明するためのキャラクター。二海堂が将棋普及のために描いた絵本の登場人物である。
エリザベス
二海堂晴信の愛犬。ミニチュアダックスフンドに似た外見をしている。11歳（人間でいう65歳相当）。犬だが二海堂家、特に晴信に仕えている自覚が強く、晴信のことを（心の声で）「坊ちゃま」と呼び、身の回りの世話が役目（一日穏やかに過ごせるようにすること）。晴信を何より大切にしており、零に対し犯罪に近いような行動をしても「ご友人想い」と賞賛するなど、晴信に対してはかなり甘い。遊びに来た大型犬たちが晴信の将棋の研究を邪魔しないよう追い払ったり、晴信の甥っ子が来た時は晴信が寝込まないよう、自分が無理をしてでも気を引こうとしたりと、献身的に接している。晴信曰く「世界一愛らしい犬に違いないんじゃないだろうか」。
がんちゃん
声 - 中尾隆聖
柳原の友人。長年カメラマンを勤めていたが、棋匠戦が行われる前にリストラに遭った。
スピンオフ作品『灼熱の時代』にも登場。
マニー
三月町商店街の看板猫。初代〜三代がいる。初代は薬屋（くすりのマツダ）の裏に捨てられていた仔猫を拾った店主であるおばあちゃんに、招き猫と同じ柄だからとマニーと名付けられた。それ以来、柄や名前負けしない商売繁盛のご利益を生み、三月町商店街の看板猫となる。また、二代目マニーもマツダさんが引退して引っ越した先の息子宅のリフォーム屋を大繁盛させる。その後、二代目マニーは八百屋に引き取られ、八百屋ももれなく商売繁盛となる。そして三代目マニーのころには、三月町では幸運の猫として確たる地位を築き、倍率が32倍となった引き取り手抽選会で化粧品店が三代目マニーを勝ち取り、化粧品店もご利益を授かる。マニーのご利益には、開運・招福・金運・千客万来に女子力アップが追加された。
よし乃（よしの）
単行本16巻から登場。宗谷名人の祖母。京都で宗谷名人と同居している。夫はすでに他界している。かつてはピアノの先生だった。
年老いていく自身の身を案じたこともあり、女手ひとつでの子育てに行き詰っていた元教え子のたまこを、息子ともども自宅に招き入れた（他人と距離を置きたがる宗谷名人は反対したが、押し切った）。
西園たまこ（にしぞの たまこ）
単行本16巻から登場。よし乃の元教え子で、彼女や宗谷名人と同居している女性。ふくよかな外見をしている。よし乃は「たまちゃん」、宗谷名人は「たまさん」と呼んでいる。宗谷宅で、ピアノ教室を開いている。ひびきという息子がいる。
少女時代からピアノが得意で、音大入学を経てヨーロッパへ留学していたが、現地で妊娠した状態で帰国したため、勘当同然で家を追われた。その後、女手ひとつでの子育てに行き詰っていたところを、よし乃に助け出された。その後、レッスン料を折半する、家事を分担する、などの条件で宗谷宅に同居するようになった。

### スピンオフ作品『昭和異聞 灼熱の時代』の登場人物
いずれも、本編への逆輸入は行われておらず、本編の時間軸での動向は、最終回で数名明かされたに留まる。
小谷香織（こたに かおり）
『灼熱の時代』でのヒロイン。プロ棋士時代の神宮寺が住むアパートのお隣さん。昼は仕出し屋、夜は飲み屋で働く。花山曰く「神宮寺にはもったいない位のべっぴんさん」。小作農の娘で、本家の息子と政略結婚させられたものの、男児を授かれず離縁された過去を持つ。そのため、女手ひとつで長女・留美を育てている。神宮寺に好意を寄せている。単行本9巻途中からは、髪を短くしている。第33期名人戦の後、神宮寺と再婚した模様。姿は描かれていないものの、本編の時間軸でも健在。
小谷留美（こたに るみ）
小谷香織の長女。神宮寺のことを「ジンおじちゃん」と呼んで慕っており、母・香織が神宮寺と再婚することを願っている。姿は描かれていないものの、本編の時間軸でも健在で、子供も授かっている。
高木健吉（たかぎ けんきち）
プロ棋士時代の神宮寺が住むアパート「月光荘」の大家。年齢は物語開始時点で71歳。神宮寺・小谷家と家族のように付き合っており留美を孫のように可愛がっている。第二次世界大戦終結前は、小物問屋を経営していた。子供は3人（良太、章太、妙子）居たが、良太はミッドウェー海戦で戦死、章太、妙子は東京大空襲で死亡している。
高木イク（たかぎ イク）
健吉の妻。年齢は物語開始時点で66歳。東京大空襲で被災したが、辛くも生き延びた。
田中七郎（たなか しちろう）
十五世名人。1924年（大正13年）3月3日生まれ。1951年（昭和26年）に名人獲得以来、20年間タイトルを防衛し続ける。小作農の7人兄弟の末っ子として生まれ、体が小さくひ弱なため疎まれていたが、学校の上級生が将棋をやっていたのを見たことで将棋にのめり込み才能を開花させた。戦中にはガダルカナル島に投入され死地を彷徨うが、捕虜となって生還した過去を持つ。棋風は何の特徴もなく相手の攻めを全て受け続け反撃に転じる振り飛車。既婚者だが、妻（笛子）の存在が明かされたのは単行本9巻から。対局以外では、合間を縫って全国で講演会を実施するなど、笛子側が背負っていた多額の負債の返済に奔走した一面も持つ。第33期名人戦にて、神宮寺と8年ぶりに激突。序盤は3連敗と劣勢を強いられたが、相穴熊で2勝までは盛り返す。最終的には名人位を奪取されたが、その後も生涯A級を維持した。通算1433勝。晩年は癌に侵されており、本編の時間軸では故人となっている。亡くなる直前、将棋の鬼であったが故の代償と、神宮寺に対する本心を笛子に明かしている。大山康晴がモデルだが、戦地に派遣されるなど一部の逸話は升田幸三のものである。
田中笛子（たなか ふえこ）
七郎の妻。第二次世界大戦後に没落した旧華族、青木家の娘。七郎との出会いは学生時代で、七郎は彼女に亡き母親の面影を見た。将棋の鬼としての道を進む七郎を案じている。本編の時間軸でも健在で、神宮寺を通じて将棋連盟に夫の遺産を託した。
丸藤力也（まるふじ りきや）
八段。年齢は1973年度の順位戦開幕時点で47歳。A級在籍が通算12年にも及ぶ実力者。終盤での怪力には定評がある。
美崎智彦（みさき ともひこ）
八段。年齢は1973年度の順位戦開幕時点で40歳。旧華族の出で不動産屋の三男坊。美しい将棋を信条とする。打倒名人を掲げた研究会を主宰しており、柳原も入っている。重度の心疾患を患っており、神宮寺との対局中に倒れ不戦敗となったこともある。山田道美がモデルである。
山南博史（やまなみ ひろし）
八段。芸能界で活躍する、神宮寺の兄弟子。名刀山南と呼ばれている。神宮寺との対局で敗れる。
山南良子（やまなみ よしこ）
博史の妻。伝説の囲碁棋士といわれる呉澄平（ご ちょうへい）を父に持つ。向こうっ気の強さと肝の据わりっぷりは父譲りで、怒ると手がつけられなくなるが、気立ては良い。神宮寺は「良子姐さん」と呼んでいる。岩崎富子のファン。
花山勝利（はなやま かつとし）
八段。年齢は1973年度の順位戦開幕時点で51歳。真剣師からプロ棋士となった。第15期名人戦で田中に敗れる。2メートルはあろうかという巨体で、浪速の大妖狐と呼ばれる。身なりに対して細かい動きにより相手をかき乱す技巧派で、当時では少数派の振り飛車使い。神宮寺と香織の関係を応援している。神宮寺のことを「虎ちゃん」「虎助」と呼ぶこともある。神宮寺を鍛えるため、単行本5巻では真剣師の小山を月光荘に送り込んだ。花村元司がモデルである。
大道棋のシン（だいどうぎのシン）
大道詰将棋を生業とする男性。秋祭りで、神宮寺の正体を知らずに詰将棋対決を申し込んだ。
山川辰吉（やまかわ たつきち）
極道「関東白泉会」の組長。年齢は初登場（1969年）時点で76歳。代貸時代に花山の棋力に惚れ込み、彼をプロ棋士へと転向させる道筋をつけた。1974年時点でも、初期以上に老けているものの存命している。
黒田琢磨（くろだ たくま）
八段。年齢は1973年度の順位戦開幕時点で33歳。大学卒で歯科医の免許を持つ、A級棋士。過去3回、名人戦に登場。銀座のclub TSUBAKIのママとは、自宅に泊まる仲。写真に撮られるのを非常に嫌っている。少ない手数（速い速度）で相手の玉に寄せる戦術を駆使し、神速流と恐れられる。自他共に「A級最強」を謳っているが、田中など一部の棋士は弱点を掴んでいる様子。居飛車党だが、名人戦連敗後の研究成果から振り飛車も指せるようになった。普段は対局中も大きくは表情を変えないが、A級順位戦のプレーオフ後半では、荒々しい表情を見せた。谷川浩司がモデルである。
斎藤誠（さいとう まこと）
八段。年齢は1973年度の順位戦開幕時点で33歳。演歌歌手でもあり山南とは盟友。A級棋士。本村を理想として憧れている。棋風は自在流ひねり飛車。
本村雄造（もとむら ゆうぞう）
九段。実力制第4代名人。A級棋士。年齢は1973年度の順位戦開幕時点で59歳。田中の兄弟子。一度は田中から名人位を奪取するが、防衛に失敗。以来、将棋を指すのが怖くなり、斎藤から神宮寺の評価を聞くまで不戦敗を続けていた。華のある魅せる将棋で新手一生を信条とし、停滞した棋界に新風を吹き込んだことから憧れる棋士も多い。升田幸三がモデルである
前田次郎（まえだ じろう）
八段。年齢は1973年度の順位戦開幕時点で30歳と、当年度のA級棋士では最年少。「元・天才少年」の異名を持つ。
鈴木龍昇（すずき りゅうしょう）
八段。年齢は1973年度の順位戦開幕時点で42歳。将棋は強いものの、タイトルには届かないため「悲運な絶対王者」の異名を持つ。
小山直毅（こやま なおき）
真剣師。花山八段の肝入りで、大阪から神宮寺の自宅に居候していた。居候時、柳原六段に勝利するが、神宮寺八段に敗れ、月光荘を去る。その後、行方不明とされていたが、愛媛で真剣師を続けていることを花山と神宮寺に知らせている。この時の闘いで神宮寺八段は、泥沼流居飛車穴熊（どろいび）を完成させる。振り飛車使い。
岩崎富子（いわさき とみこ）
小説家。1924年（大正13年）1月1日生まれ。大阪の船場出身。実家は、先祖代々続いた干物屋。大阪大空襲の被災者で、自身は奇跡的に助かったが、同居している家族を全て失った。『週刊太陽』に『大地の王』を連載していたが、無期限休載し、神宮寺の半生記『灼熱の時代』を書くため、月光荘204号室に入居する。旧京都女子大卒業後、新聞社に入社し、政治部に配属後、小説家に転身する。デビュー作で直木賞を受賞。メルセデス・ベンツW113・280SL所有。蛙の髪飾りを愛用している。神宮寺には当初は高圧的に接していたが、徐々に打ち解けていき、終盤では第33期名人戦の準備に協力する（マスコミのコントロールや練習場所の提供、練習相手としてA級棋士を集める）など、彼のマネージャー的な役割も担った。本編の時間軸でも健在。
角田雄蔵（かくだ ゆうぞう）
『灼熱の時代』当時の日本将棋連盟会長で、棋士としても現役A級として活躍を続ける。年齢は1973年度の順位戦開幕時点で54歳。田中の兄弟子で岩崎富子の大ファン。名人戦で不遜な振る舞いをした神宮寺の棋士登録をうっかり抹消し忘れたことで神宮寺の復活に寄与した。
浅井秀樹（あさい ひでき）
当時の『現代将棋』編集長。角田とは角ちゃん秀ちゃんと呼び合う親しい仲。横暴な田中の振る舞いに頭を痛めている。
如月真琴（きさらぎ まこと）
女優。本名は中村明美（なかむら あけみ）。神宮寺が最初の名人戦挑戦前の時期に交際していた、清楚で華やかさを持つ女性。名人戦での失態の負い目から、神宮寺が身を引く形で破局している。神宮寺の活躍を祈りつつも、1971年に俳優の田山次郎との結婚を決めている。
金山（かなやま）
新聞記者。サングラスをかけた強面の男性で、田中の番記者的存在。将棋に関しての知識はそれほど深くなく、田中を怒らせたことも。

## 作品の舞台および年代

### 本編
本編の舞台は、零が暮らす六月町、川本3姉妹が暮らす三月町がメインとなっている。三月町は、東京都中央区月島がモデルとなっている。将棋パートは、東京都渋谷区千駄ヶ谷の将棋会館が主な舞台となるが、タイトル戦などで他地方にも遠征することがある。
本編の年代は、物語開始時点（零は高校1年生）では2007年（平成19年）であったが、新人王戦の記念対局（零は高校2年生）では2011年（平成23年）となっている。新人王戦の時点で零は留年せずに進級しており、初期の設定と矛盾が生じている。柳原の年齢は、初期の時間軸で計算しないと「灼熱の時代」との整合性がとれないが、作中で描かれている九州地区の鉄道の整備状況は、変更後の時間軸でないと整合性がとれなくなる。

### スピンオフ作品『昭和異聞 灼熱の時代』
『灼熱の時代』の年代は、物語の開始時点（神宮寺が復活を果たした時期）が1969年（昭和44年）で、田中名人にストレート負けを喫した過去（第25期名人戦）が1966年（昭和41年）。その後、「どろいび」の完成および岩崎富子との邂逅が1971年（昭和46年）、神宮寺のA級順位戦復帰が1973年（昭和48年）、田中名人への再挑戦（第33期名人戦）が1974年（昭和49年）となる。
現代パートは、第1話では神宮寺の年齢が70歳となっており、彼の生年月日から計算すると2012年（平成24年）となる。本編の時間軸を超えているが、本編の先にあたるのか、矛盾が生じているのかは不明。最終回は、正確な年代は言及されていない（雑誌掲載時には「令和」のモノローグがあったが、単行本では削除された）が、最後の岩崎富子の挨拶は、描かれている書物から2020年（令和2年）ととれる。

## 書誌情報

### 単行本
単行本は各話のほかに、先崎学の将棋に関するコラムが収録されている。なお、第13巻ではコラムは掲載されていない。
- 羽海野チカ 『3月のライオン』白泉社〈ジェッツコミックス、ヤングアニマルコミックス[注 1]〉、既刊17巻（2023年8月29日現在）
  1. 2008年2月22日発売、ISBN 978-4-592-14511-0
  2. 2008年11月28日発売、ISBN 978-4-592-14512-7
  3. 2009年8月12日発売、ISBN 978-4-592-14513-4
  4. 2010年4月9日発売、ISBN 978-4-592-14514-1
  5. 2010年11月26日発売、ISBN 978-4-592-14515-8
  6. 2011年7月22日発売、ISBN 978-4-592-14516-5
  7. 2012年3月23日発売、ISBN 978-4-592-14517-2
  8. 2012年12月14日発売、ISBN 978-4-592-14518-9
    - 手帳付限定版 同日発売、ISBN 978-4-592-14718-3

  9. 2013年9月27日発売、ISBN 978-4-592-14519-6
    - おでかけニャーしょうぎ付限定版 同日発売、ISBN 978-4-592-14719-0

  10. 2014年11月28日発売、ISBN 978-4-592-14520-2
    - BUMP OF CHICKEN CD付特装版 同日発売、ISBN 978-4-592-14750-3

  11. 2015年9月25日発売、ISBN 978-4-592-14521-9
    - 手帳&フリクションボールノック付限定版 同日発売、ISBN 978-4-592-14777-0

  12. 2016年9月29日発売、ISBN 978-4-592-14522-6
    - 西尾維新コラボ小説付き特装版 同日発売、ISBN 978-4-592-14778-7

  13. 2017年9月29日発売、ISBN 978-4-592-14523-3
    - おでかけエコバッグ付き特装版 同日発売、ISBN 978-4-592-14779-4

  14. 2018年12月21日発売、ISBN 978-4-592-16024-3
    - 黒ウサギちゃんおでかけエコバッグ付き特装版 同日発売、ISBN 978-4-592-16133-2
    - 白ウサギちゃんおでかけエコバッグ付き特装版 同日発売、ISBN 978-4-592-16134-9

  15. 2019年12月26日発売、ISBN 978-4-592-16025-0
    - ダイアリー付き特装版付き特装版 同日発売、ISBN 978-4-592-16135-6

  16. 2021年9月29日発売、ISBN 978-4-592-16026-7
    - 羽海野チカ描き下ろし「お菓子の国のジグソーパズル」付き特装版 同日発売、ISBN 978-4-592-16136-3

  17. 2023年8月29日発売、 ISBN 978-4-592-16027-4
    - メルシーちゃんおでかけエコバッグ付き特装版 同日発売、ISBN 978-4-592-16137-0
- 西川秀明 『3月のライオン昭和異聞 灼熱の時代』 白泉社 〈ジェッツコミックス、ヤングアニマルコミックス[注 2]〉、全10巻
  1. 2015年9月26日発売、ISBN 978-4-592-14511-0
  2. 2016年3月29日発売、ISBN 978-4-592-14007-8
  3. 2016年9月29日発売、ISBN 978-4-592-14008-5
  4. 2017年3月29日発売、ISBN 978-4-592-14009-2
  5. 2017年9月29日発売、ISBN 978-4-592-14010-8
  6. 2018年3月29日発売、ISBN 978-4-592-16166-0
  7. 2018年12月21日発売、ISBN 978-4-592-16167-7
  8. 2019年4月26日発売、ISBN 978-4-592-16168-4
  9. 2019年12月26日発売、ISBN 978-4-592-16169-1
  10. 2020年5月29日発売、ISBN 978-4-592-16170-7

### ファンブック
- 『3月のライオン おさらい読本 初級編』白泉社《ジェッツコミックス》2014年9月29日発売、ISBN 978-4-592-14002-3
  - ブンちゃんがまぐち付限定版 同日発売、ISBN 978-4-592-14003-0
- 『3月のライオン おさらい読本 中級編』白泉社《ヤングアニマルコミックス》2016年7月29日発売、ISBN 978-4-592-14004-7

## テレビアニメ
NHK総合にて第1シリーズが2016年10月8日から2017年3月18日まで放送され、同年10月14日から2018年3月31日まで第2シリーズが放送された。
新房昭之監督作品のファンという羽海野は、「新房監督の作品が大好きで大好きで『新房監督でシャフトさんで！』。この夢がかえられないのならアニメ化はできなくてもいい…。そう思っていました。とても幸せです！」とのコメントを寄せた。
NHKの深夜アニメで初の製作委員会方式で製作されたアニメである。また深夜アニメとしては珍しくノンプライム帯（6時 - 19時・23時 - 24時）における全国同時ネット放送が実施された。
原作で「MHK杯」とされていた棋戦が、アニメの放送局がNHKであったため、アニメでは「NHK杯」と実在の名称に戻されている。
第2シリーズ終了後、2018年12月21日に公開された単行本第14巻のプロモーションビデオにて、同巻に収録されたエピソードの一部分がアニメ化された。アニメ制作は、引き続きシャフトが担当した。

### スタッフ
- 原作 - 羽海野チカ
- 監督・シリーズ構成 - 新房昭之
- シリーズディレクター - 岡田堅二朗
- シリーズ構成 - 東冨耶子
- 脚本 - 木澤行人、大嶋実句（第1シリーズ前半総集編）
- キャラクターデザイン - 杉山延寛
- 総作画監督 - 杉山延寛、潮月一也、住本悦子（第2話 - 第3話）、梅下麻奈未（第29話、第32話 - 第44話）
- 美術設定・画面設計・メインレイアウト - 名倉靖博
- 美術監督 - 田村せいき
- 色彩設計 - 滝沢いづみ、渡辺康子（英語版）
- 撮影監督 - 江藤慎一郎（第1話 - 第11話）、会津孝幸（第12話 - 第22話）、江上怜（第23話 - 第44話）
- CG監督 - 高野慎也
- 編集 - 松原理恵
- 音響監督 - 亀山俊樹
- 音楽 - 橋本由香利
- 音楽制作-アニプレックス
- プロデューサー - 淀明子、友田亮、吹野史斉、（第1シリーズ）野島正宏、佐野真之、岩城忠雄、吉川隆洋、（第2シリーズ）坂田淳、遊佐和彦、大嶋実句
- アニメーションプロデューサー - 松永康佑（第1シリーズ）、安田孝一（第2シリーズ）
- アニメーション制作 - シャフト
- 製作 - 「3月のライオン」アニメ製作委員会（アニプレックス、白泉社、NHKエンタープライズ、アスミック・エース、シャフト、トイズファクトリー、電通）

### 主題歌
オープニングテーマ
「アンサー」（第1話 - 第11話）
作詞・作曲 - 藤原基央 / 編曲 - BUMP OF CHICKEN & MOR / 歌 - BUMP OF CHICKEN
「さよならバイスタンダー」（第12話 - 第22話）
作詞・歌 - YUKI / 作曲 - 飛内将大 / 編曲 - YUKI、玉井健二、百田留衣
「フラッグを立てろ」（第23話 - 第33話）
作詞・歌 - YUKI / 作曲 - 釣俊輔 / 編曲 - YUKI、玉井健二、百田留衣
「春が来てぼくら」（第34話 - 第44話）
作詞・作曲 - 田淵智也 / 編曲協力 - 秋月須清 / 編曲・歌 - UNISON SQUARE GARDEN

エンディングテーマ
「ファイター」（第1話 - 第6話、第8話 - 第11話、第22話）
作詞・作曲 - 藤原基央 / 編曲・歌 - BUMP OF CHICKEN
「orion」（第12話 - 第21話）
作詞・作曲・歌 - 米津玄師 / 編曲 - 米津玄師、蔦谷好位置
「カフネ」（第23話 - 第33話）
作詞・作曲 - 森良太 / 編曲 - Brian the Sun、笹路正徳 / 歌 - Brian the Sun
「I AM STANDING」（第34話 - 第44話）
作詞・作曲・歌 - RUANN / 編曲- KERENMI

挿入歌
「En fermant les yeux」（第1話）
作詞 - ボンジュール鈴木 / 作曲 - 橋本由香利 / 歌 - solita
ノンクレジット。
「ニャー将棋音頭」（第7話 - 第9話）
作詞・作曲・編曲 - 橋本由香利 / 歌 - 川本あかり（茅野愛衣）、ひなた（花澤香菜）、モモ（久野美咲）
第7話ではエンディング位置で使用。

### 各話リスト
| 話数        | サブタイトル                        | 絵コンテ    | 演出                                               | 作画監督                                                                                         | 放送日                              |
| 第1シリーズ | 第1シリーズ                         | 第1シリーズ | 第1シリーズ                                        | 第1シリーズ                                                                                      | 第1シリーズ                         |
| ----------- | ----------------------------------- | ----------- | -------------------------------------------------- | ------------------------------------------------------------------------------------------------ | ----------------------------------- |
| 第1話       | Chapter.1 桐山 零                   | 笹木信作    | 岡田堅二朗                                         | 住本悦子                                                                                         | 2016年 10月8日                      |
| 第1話       | Chapter.2 河沿いの町                | 笹木信作    | 岡田堅二朗                                         | 住本悦子                                                                                         | 2016年 10月8日                      |
| 第2話       | 今泉賢一                            | 吉澤翠      | 杉藤さゆり、野道佳代 清水勝祐                      | 10月15日                                                                                         |                                     |
| 第2話       | 今泉賢一                            | 吉澤翠      | 杉藤さゆり、野道佳代 清水勝祐                      | 10月15日                                                                                         | Chapter.3 あかり                    |
| 第2話       | 今泉賢一                            | 吉澤翠      | 杉藤さゆり、野道佳代 清水勝祐                      | 10月15日                                                                                         | Chapter.4 橋の向こう                |
| 第3話       | Chapter.5 晴信                      | 鈴木利正    | 城所聖明                                           | 高野晃久、宮嶋仁志 河島久美子、藤本真由 佐藤浩一                                                 | 10月22日                            |
| 第3話       | Chapter.6 夜空のむこう              | 鈴木利正    | 城所聖明                                           | 高野晃久、宮嶋仁志 河島久美子、藤本真由 佐藤浩一                                                 | 10月22日                            |
| 第4話       | Chapter.7 ひな                      | 大石美絵    | 板村智幸                                           | 青木一紀                                                                                         | 10月29日                            |
| 第4話       | Chapter.8 ブイエス                  | 大石美絵    | 板村智幸                                           | 青木一紀                                                                                         | 10月29日                            |
| 第5話       | Chapter.9 契約                      | 川畑喬      | 川畑喬                                             | 西澤真也、横田拓己 野道佳代、杉藤さゆり 矢野茜                                                   | 11月5日                             |
| 第5話       | Chapter.10 カッコーの巣の上で       | 川畑喬      | 川畑喬                                             | 西澤真也、横田拓己 野道佳代、杉藤さゆり 矢野茜                                                   | 11月5日                             |
| 第6話       | Chapter.11 神さまの子供（その (1)） | 数井浩子    | 外山草                                             | 清水健一、清水勝祐                                                                               | 11月12日                            |
| 第6話       | Chapter.12 神さまの子供（その (2)） | 数井浩子    | 外山草                                             | 清水健一、清水勝祐                                                                               | 11月12日                            |
| 第6話       | Chapter.13 神さまの子供（その (3)） | 数井浩子    | 外山草                                             | 清水健一、清水勝祐                                                                               | 11月12日                            |
| 第7話       | 笹木信作                            | 原英和      | よこたたくみ、中村路之将 清水勝祐、田島彩 青木一紀 | 11月19日                                                                                         |                                     |
| 第7話       | 笹木信作                            | 原英和      | よこたたくみ、中村路之将 清水勝祐、田島彩 青木一紀 | 11月19日                                                                                         | Chapter.14 大切なもの。大切なこと。 |
| 第7話       | 笹木信作                            | 原英和      | よこたたくみ、中村路之将 清水勝祐、田島彩 青木一紀 | 11月19日                                                                                         | Chapter.15 将棋おしえて             |
| 第8話       | 吉澤翠                              | 吉澤翠      | よこたたくみ、新井博慧 河島久美子、矢野茜          | 12月3日                                                                                          |                                     |
| 第8話       | 吉澤翠                              | 吉澤翠      | よこたたくみ、新井博慧 河島久美子、矢野茜          | 12月3日                                                                                          | Chapter.16 面影                     |
| 第8話       | 吉澤翠                              | 吉澤翠      | よこたたくみ、新井博慧 河島久美子、矢野茜          | 12月3日                                                                                          | Chapter.17 遠雷 (1)                 |
| 第9話       | Chapter.18 遠雷 (2)                 | 坂本一也    | 岩井明香                                           | よこたたくみ、青木一紀 清水勝祐、中村路之将 山田桃子                                             | 12月10日                            |
| 第9話       | Chapter.19 遠雷 (3)                 | 坂本一也    | 岩井明香                                           | よこたたくみ、青木一紀 清水勝祐、中村路之将 山田桃子                                             | 12月10日                            |
| 第10話      | Chapter.20 贈られたもの (1)         | 黒沢守      | 宮本幸裕                                           | よこたたくみ、野道佳代 藤本真由、杉藤さゆり 西澤真也                                             | 12月17日                            |
| 第10話      | Chapter.21 贈られたもの (2)         | 黒沢守      | 宮本幸裕                                           | よこたたくみ、野道佳代 藤本真由、杉藤さゆり 西澤真也                                             | 12月17日                            |
| 第11話      | Chapter.22 ゆく年                   | 岡田堅二朗  | 城所聖明                                           | よこたたくみ、青木一紀 清水勝祐、中村路之将 山田桃子                                             | 12月24日                            |
| 第11話      | Chapter.23 くる年                   | 岡田堅二朗  | 城所聖明                                           | よこたたくみ、青木一紀 清水勝祐、中村路之将 山田桃子                                             | 12月24日                            |
|             | 前半総集編                          | -           | 東久保栄太                                         | -                                                                                                | 12月29日                            |
| 第12話      | Chapter.24 対岸にあるもの           | 大石美絵    | 三上喜子                                           | よこたたくみ、矢野茜 西川千尋、新井博慧 河島久美子                                               | 2017年 1月7日                       |
| 第12話      | Chapter.25 黒い河 (1)               | 大石美絵    | 三上喜子                                           | よこたたくみ、矢野茜 西川千尋、新井博慧 河島久美子                                               | 2017年 1月7日                       |
| 第13話      | Chapter.26 黒い河 (2)               | 川畑喬      | 川畑喬                                             | よこたたくみ、清水勝祐 野道佳代、藤本真由                                                        | 1月14日                             |
| 第13話      | Chapter.27 扉の向こう               | 川畑喬      | 川畑喬                                             | よこたたくみ、清水勝祐 野道佳代、藤本真由                                                        | 1月14日                             |
| 第14話      | Chapter.28 まぶしい闇               | 笹木信作    | 宮本幸裕                                           | よこたたくみ、西川千尋 清水勝祐、西澤真也                                                        | 1月21日                             |
| 第14話      | Chapter.29 ほんの少しの水           | 笹木信作    | 宮本幸裕                                           | よこたたくみ、西川千尋 清水勝祐、西澤真也                                                        | 1月21日                             |
| 第15話      | Chapter.30 月光                     | 大石美絵    | 和田裕一                                           | よこたたくみ、片山みゆき 清水勝祐、野道佳代 河島久美子                                           | 1月28日                             |
| 第15話      | Chapter.31 自我のカタマリ           | 大石美絵    | 和田裕一                                           | よこたたくみ、片山みゆき 清水勝祐、野道佳代 河島久美子                                           | 1月28日                             |
| 第16話      | Chapter.32 夜を駆ける               | 数井浩子    | 岩井明香                                           | よこたたくみ、清水勝祐 西川千尋、藤本真由 小堺能夫、松浦力 新垣一成                              | 2月4日                              |
| 第16話      | Chapter.33 坂の途中                 | 数井浩子    | 岩井明香                                           | よこたたくみ、清水勝祐 西川千尋、藤本真由 小堺能夫、松浦力 新垣一成                              | 2月4日                              |
| 第17話      | Chapter.34 銀の糸                   | 川畑喬      | 川畑喬                                             | よこたたくみ、清水勝祐 野道佳代、前田義宏                                                        | 2月11日                             |
| 第17話      | Chapter.35 水面                     | 川畑喬      | 川畑喬                                             | よこたたくみ、清水勝祐 野道佳代、前田義宏                                                        | 2月11日                             |
| 第17話      | Chapter.36 青い夜の底               | 川畑喬      | 川畑喬                                             | よこたたくみ、清水勝祐 野道佳代、前田義宏                                                        | 2月11日                             |
| 第18話      | Chapter.37 奔流                     | 笹木信作    | 三上喜子                                           | よこたたくみ、浅井昭人 西川千尋、斉藤和也 山田俊太郎                                             | 2月18日                             |
| 第18話      | Chapter.38 経る時                   | 笹木信作    | 三上喜子                                           | よこたたくみ、浅井昭人 西川千尋、斉藤和也 山田俊太郎                                             | 2月18日                             |
| 第19話      | Chapter.39 夜を往く                 | 大谷肇      | 大谷肇                                             | よこたたくみ、清水勝祐 藤本真由、野道佳代 たかおかきいち                                         | 2月25日                             |
| 第19話      | Chapter.40 京都 (1)                 | 大谷肇      | 大谷肇                                             | よこたたくみ、清水勝祐 藤本真由、野道佳代 たかおかきいち                                         | 2月25日                             |
| 第20話      | Chapter.41 京都 (2)                 | 笹木信作    | 吉澤翠                                             | よこたたくみ、浅井昭人 斉藤和也、西川千尋 山田俊太郎                                             | 3月4日                              |
| 第20話      | Chapter.42 京都 (3)                 | 笹木信作    | 吉澤翠                                             | よこたたくみ、浅井昭人 斉藤和也、西川千尋 山田俊太郎                                             | 3月4日                              |
| 第21話      | Chapter.43 桜の花の咲く頃           | 浜崎博嗣    | 宮本幸裕                                           | よこたたくみ、大梶博之 小堺能夫、熊谷勇也 藤本真由                                               | 3月11日                             |
| 第21話      | Chapter.44 小さなつぶやき           | 浜崎博嗣    | 宮本幸裕                                           | よこたたくみ、大梶博之 小堺能夫、熊谷勇也 藤本真由                                               | 3月11日                             |
| 第22話      | Chapter.45 新学期                   | 伊藤智彦    | 岡田堅二朗                                         | よこたたくみ、たかおかきいち 浅井昭人、西川千尋 藤本真由                                         | 3月18日                             |
| 第22話      | スピンオフ ファイター               | 伊藤智彦    | 岡田堅二朗                                         | よこたたくみ、たかおかきいち 浅井昭人、西川千尋 藤本真由                                         | 3月18日                             |
| 第2シリーズ |                                     |             |                                                    |                                                                                                  |                                     |
| 第23話      | Chapter.46 西陽                     | 大谷肇      | 大谷肇                                             | 潮月一也、片山みゆき たかおかきいち、清水勝祐                                                    | 2017年 10月14日                     |
| 第23話      | Chapter.47 ラムネ                   | 大谷肇      | 大谷肇                                             | 潮月一也、片山みゆき たかおかきいち、清水勝祐                                                    | 2017年 10月14日                     |
| 第24話      | Chapter.48 混沌                     | 川畑喬      | 吉澤翠                                             | 片山みゆき、山崎敦子 西澤真也、浅井昭人 たかおかきいち、斉藤和也 清水勝祐                        | 10月21日                            |
| 第24話      | Chapter.49 隈倉                     | 川畑喬      | 吉澤翠                                             | 片山みゆき、山崎敦子 西澤真也、浅井昭人 たかおかきいち、斉藤和也 清水勝祐                        | 10月21日                            |
| 第25話      | Chapter.50 六月                     | 黒沢守      | 三上喜子                                           | 杉山延寛、潮月一也 菊池聡延、北原章雄                                                            | 10月28日                            |
| 第25話      | Chapter.51 てんとう虫の木 (1)       | 黒沢守      | 三上喜子                                           | 杉山延寛、潮月一也 菊池聡延、北原章雄                                                            | 10月28日                            |
| 第26話      | Chapter.52 てんとう虫の木 (2)       | 黒沢守      | 岡田堅二朗                                         | 野道佳代、馬場一樹 西川千尋、松浦力 浅井昭人、藤本真由                                           | 11月4日                             |
| 第26話      | Chapter.53 てんとう虫の木 (3)       | 黒沢守      | 岡田堅二朗                                         | 野道佳代、馬場一樹 西川千尋、松浦力 浅井昭人、藤本真由                                           | 11月4日                             |
| 第26話      | Chapter.54 想い                     | 黒沢守      | 岡田堅二朗                                         | 野道佳代、馬場一樹 西川千尋、松浦力 浅井昭人、藤本真由                                           | 11月4日                             |
| 第27話      | 佐伯昭志                            | 長友孝和    | 片山みゆき、山崎敦子 たかおかきいち、清水勝祐      | 11月11日                                                                                         |                                     |
| 第27話      | 佐伯昭志                            | 長友孝和    | 片山みゆき、山崎敦子 たかおかきいち、清水勝祐      | 11月11日                                                                                         | Chapter.55 告白                     |
| 第28話      | Chapter.56 小さな世界               | 吉澤翠      | 吉澤翠                                             | 佐藤義久、代見裕美 金正男、細田沙織 清水勝祐                                                     | 11月18日                            |
| 第28話      | Chapter.57 手紙                     | 吉澤翠      | 吉澤翠                                             | 佐藤義久、代見裕美 金正男、細田沙織 清水勝祐                                                     | 11月18日                            |
| 第29話      | Chapter.58 梅雨の始まり             | 川畑喬      | 川崎ゆたか                                         | 杉山延寛、潮月一也 梅下麻奈未、野道佳代 浅井昭人                                                 | 11月25日                            |
| 第29話      | Chapter.59 蜂谷                     | 川畑喬      | 川崎ゆたか                                         | 杉山延寛、潮月一也 梅下麻奈未、野道佳代 浅井昭人                                                 | 11月25日                            |
| 第30話      | Chapter.60 真昼の月                 | 大石美絵    | 宮西哲也                                           | たかおかきいち、伊藤良明 山崎敦子、梅下麻奈未 若月愛子、浅井昭人 清水勝祐、藤本真由 岩崎たいすけ | 12月2日                             |
| 第30話      | Chapter.61 冒険者たち               | 大石美絵    | 宮西哲也                                           | たかおかきいち、伊藤良明 山崎敦子、梅下麻奈未 若月愛子、浅井昭人 清水勝祐、藤本真由 岩崎たいすけ | 12月2日                             |
| 第31話      | Chapter.62 王国 (1)                 | 岡田堅二朗  | 三上喜子                                           | 秋葉徹、渥美智也 清水勝祐、宮嶋仁志                                                              | 12月9日                             |
| 第31話      | Chapter.63 王国 (2)                 | 岡田堅二朗  | 三上喜子                                           | 秋葉徹、渥美智也 清水勝祐、宮嶋仁志                                                              | 12月9日                             |
| 第32話      | Chapter.64 銀の羽根                 | 佐伯昭志    | 角地拓大                                           | 北原章雄、岡野力也、金正男                                                                       | 12月16日                            |
| 第32話      | Chapter.65 川景色                   | 佐伯昭志    | 角地拓大                                           | 北原章雄、岡野力也、金正男                                                                       | 12月16日                            |
| 第33話      | Chapter.66 陽のあたる場所           | 川畑喬      | 吉澤翠                                             | 宮嶋仁志、秋葉徹 清水勝祐、たかおかきいち 野道佳代                                               | 12月23日                            |
| 第33話      | Chapter.67 小さな世界               | 川畑喬      | 吉澤翠                                             | 宮嶋仁志、秋葉徹 清水勝祐、たかおかきいち 野道佳代                                               | 12月23日                            |
| 第34話      | Chapter.68 黒い霧                   | 大谷肇      | 大谷肇                                             | 若月愛子、山崎敦子 片山みゆき、藤本真由 浅井昭人、斎藤和也 野道佳代                              | 2018年 1月6日                       |
| 第34話      | Chapter.69 光                       | 大谷肇      | 大谷肇                                             | 若月愛子、山崎敦子 片山みゆき、藤本真由 浅井昭人、斎藤和也 野道佳代                              | 2018年 1月6日                       |
| 第35話      | Chapter.70 小さな手のひら           | 佐伯昭志    | 長友孝和                                           | 北原章雄、佐藤義久 桜井このみ、柴田和子 奥野浩行、島袋智和 劉雲留、兼高里圭 斎藤和也、清水勝祐   | 1月13日                             |
| 第35話      | Chapter.71 日向                     | 佐伯昭志    | 長友孝和                                           | 北原章雄、佐藤義久 桜井このみ、柴田和子 奥野浩行、島袋智和 劉雲留、兼高里圭 斎藤和也、清水勝祐   | 1月13日                             |
| 第36話      | Chapter.72 流れていくもの           | 大石美絵    | 宮西哲也                                           | 山崎敦子、浅井昭人 片山みゆき、若月愛子 藤本真由、斎藤和也 野道佳代、清水勝祐                    | 1月20日                             |
| 第36話      | Chapter.73 白い嵐 (1)               | 大石美絵    | 宮西哲也                                           | 山崎敦子、浅井昭人 片山みゆき、若月愛子 藤本真由、斎藤和也 野道佳代、清水勝祐                    | 1月20日                             |
| 第37話      | Chapter.74 白い嵐 (2)               | 佐伯昭志    | 三上喜子                                           | 清水勝祐、たかおかきいち 片山みゆき、若月愛子 野道佳代、浅井昭人 藤本真由、山崎敦子              | 1月27日                             |
| 第37話      | Chapter.75 白い嵐 (3)               | 佐伯昭志    | 三上喜子                                           | 清水勝祐、たかおかきいち 片山みゆき、若月愛子 野道佳代、浅井昭人 藤本真由、山崎敦子              | 1月27日                             |
| 第37話      | Chapter.76 白い嵐 (4)               | 佐伯昭志    | 三上喜子                                           | 清水勝祐、たかおかきいち 片山みゆき、若月愛子 野道佳代、浅井昭人 藤本真由、山崎敦子              | 1月27日                             |
| 第38話      | 川﨑ゆたか                          | 佐伯昭志    | 金正男、杉田葉子 猿渡聖加、宇都木勇 安孝貞         | 2月3日                                                                                           |                                     |
| 第38話      | 川﨑ゆたか                          | 佐伯昭志    | 金正男、杉田葉子 猿渡聖加、宇都木勇 安孝貞         | 2月3日                                                                                           | Chapter.77 白い嵐 (5)               |
| 第38話      | 川﨑ゆたか                          | 佐伯昭志    | 金正男、杉田葉子 猿渡聖加、宇都木勇 安孝貞         | 2月3日                                                                                           | Chapter.78 再始動                   |
| 第39話      | Chapter.79 焼野が原 (1)             | 大石美絵    | 角地拓大                                           | 西澤真也、秋葉徹 宮嶋仁志、河島久美子                                                            | 3月3日                              |
| 第39話      | Chapter.80 焼野が原 (2)             | 大石美絵    | 角地拓大                                           | 西澤真也、秋葉徹 宮嶋仁志、河島久美子                                                            | 3月3日                              |
| 第40話      | Chapter.81 焼野が原 (3)             | 川畑喬      | 大谷肇                                             | 清水勝祐、浅井昭人 若月愛子、片山みゆき 山崎敦子、たかおかきいち 藤本真由                        | 3月10日                             |
| 第40話      | Chapter.82 焼野が原 (4)             | 川畑喬      | 大谷肇                                             | 清水勝祐、浅井昭人 若月愛子、片山みゆき 山崎敦子、たかおかきいち 藤本真由                        | 3月10日                             |
| 第41話      | Chapter.83 ここにいること           | 佐伯昭志    | 橋本能理子                                         | 高野やよい、香田知樹 石川奨士、久松沙紀                                                          | 3月17日                             |
| 第41話      | Chapter.84 夏休み (1)               | 佐伯昭志    | 橋本能理子                                         | 高野やよい、香田知樹 石川奨士、久松沙紀                                                          | 3月17日                             |
| 第42話      | Chapter.85 夏休み (2)               | 大石美絵    | 宮西哲也 川崎ゆたか                                | 清水勝祐、綾部美穂 斎藤和也、北原章雄 伏見裕美、岡野力也 佐藤義久、金正男                        | 3月24日                             |
| 第42話      | Chapter.86 あたらしい年             | 大石美絵    | 宮西哲也 川崎ゆたか                                | 清水勝祐、綾部美穂 斎藤和也、北原章雄 伏見裕美、岡野力也 佐藤義久、金正男                        | 3月24日                             |
| 第43話      | Chapter.87 経る時                   | 佐伯昭志    | 三上喜子                                           | 野道佳代、藤本真由 浅井昭人、たかおかきいち 山崎敦子、清水勝祐 若月愛子                          | 3月31日                             |
| 第43話      | Chapter.88 春が来る                 | 佐伯昭志    | 三上喜子                                           | 野道佳代、藤本真由 浅井昭人、たかおかきいち 山崎敦子、清水勝祐 若月愛子                          | 3月31日                             |
| 第44話      | もうひとつの家                      | 大谷肇      | 大谷肇 岡田堅二朗                                  | 杉山延寛、片山みゆき 若月愛子、山崎敦子 たかおかきいち、野道佳代 浅井昭人、藤本真由、清水勝祐    | 3月31日                             |
| 第44話      | Chapter.89 三月町の子               | 大谷肇      | 大谷肇 岡田堅二朗                                  | 杉山延寛、片山みゆき 若月愛子、山崎敦子 たかおかきいち、野道佳代 浅井昭人、藤本真由、清水勝祐    | 3月31日                             |

### 放送局
| 放送期間                                                                                   | 放送時間           | 備考     |
| ------------------------------------------------------------------------------------------ | ------------------ | -------- |
| 2016年10月8日 - 2017年3月18日（第1シリーズ） 2017年10月14日 - 2018年3月31日（第2シリーズ） | 土曜 23:00 - 23:25 | 字幕放送 |

| 配信開始日                                                 | 配信時間                                           | 配信サイト             |
| ---------------------------------------------------------- | -------------------------------------------------- | ---------------------- |
| 2016年10月9日（第1シリーズ） 2017年10月15日（第2シリーズ） | 未定（第1シリーズ） 日曜 12:00 更新（第2シリーズ） | J:COMオンデマンド Hulu |

| NHK総合 土曜 23:00 - 23:25 枠              | NHK総合 土曜 23:00 - 23:25 枠                                                         | NHK総合 土曜 23:00 - 23:25 枠                    |
| 前番組                                     | 番組名                                                                                | 次番組                                           |
| ------------------------------------------ | ------------------------------------------------------------------------------------- | ------------------------------------------------ |
| 開発ゾーン ※23:00 - 日曜 0:00              | 3月のライオン（第1シリーズ） （2016年10月8日 - 2017年3月18日） 【本番組よりアニメ枠】 | アトム ザ・ビギニング （2017年4月15日 - 7月8日） |
| THE REFLECTION （2017年7月22日 - 10月7日） | 3月のライオン（第2シリーズ） （2017年10月14日 - 3月31日） 【本番組までアニメ枠】      | SONGS （2018年4月7日 - ） ※23:00 - 23:30         |

### BD / DVD
| 巻 | 発売日        | 収録話                      | 規格品番     | 規格品番     |
| 巻 | 発売日        | 収録話                      | BD限定版     | DVD限定版    |
| -- | ------------- | --------------------------- | ------------ | ------------ |
| 1  | 2017年1月25日 | 第1話 - 第6話               | ANZX-13331/3 | ANZB-13331/3 |
| 2  | 2017年4月26日 | 第7話 - 第11話、 前半総集編 | ANZX-13334/6 | ANZB-13334/6 |
| 3  | 2017年6月28日 | 第12話 - 第17話             | ANZX-13337/9 | ANZB-13337/9 |
| 4  | 2017年8月23日 | 第18話 - 第22話             | ANZX-13340/2 | ANZB-13340/2 |

| 巻 | 発売日        | 収録話          | 規格品番     | 規格品番     |
| 巻 | 発売日        | 収録話          | BD限定版     | DVD限定版    |
| -- | ------------- | --------------- | ------------ | ------------ |
| 5  | 2018年1月24日 | 第23話 - 第28話 | ANZX-14331/3 | ANZB-14331/3 |
| 6  | 2018年4月25日 | 第29話 - 第33話 | ANZX-14334/6 | ANZB-14334/6 |
| 7  | 2018年6月27日 | 第34話 - 第39話 | ANZX-14337/9 | ANZB-14337/9 |
| 8  | 2018年8月29日 | 第40話 - 第44話 | ANZX-14340/2 | ANZB-14340/2 |

## 実写映画
2017年3月18日に前編が公開され、同年4月22日に後編が公開された。監督は大友啓史、主演は神木隆之介。
前編は原作と同じ英題「March comes in like a lion」が添えられているが、後編に添えられている英題は「March goes out like a lamb」となっている。
第20回上海国際映画祭（2017年6月17日から開催）に出品される。
後編終盤はオリジナルエピソードとなり、（2度目の）獅子王戦トーナメント決勝で桐山零と後藤正宗が対局。これに勝った零が獅子王戦の対局で宗谷冬司と将棋盤を挟んで向き合ったところで幕となる。
最終の対局場面は、山形県の宝珠山 立石寺（通称「山寺」）で、つづら折りの石段を昇り、宗谷が待つ高台の「五大堂」へ赴く零のシーンが撮影された。

### キャスト（映画）
- 桐山零 - 神木隆之介
- 幸田香子 - 有村架純
- 川本あかり - 倉科カナ
- 二海堂晴信 - 染谷将太
- 川本ひなた - 清原果耶
- 川本相米二 - 前田吟
- 林田高志 - 高橋一生
- 神宮寺崇徳 - 岩松了
- 柳原朔太郎 - 斉木しげる
- 三角龍雪 - 中村倫也
- 松本一砂 - 尾上寛之
- 山崎順慶 - 奥野瑛太
- 安井学 - 甲本雅裕
- 川本モモ - 新津ちせ
- 川本美咲 - 板谷由夏
- 島田開 - 佐々木蔵之介
- 宗谷冬司 - 加瀬亮
- 花岡 - 綾田俊樹
- 重田盛夫 - 森岡龍
- 幸田の妻 - 西牟田恵
- 川本美香子 - 奥貫薫
- 後藤美砂子 - 小橋めぐみ
- 桐山零（少年時代） - 大西利空
- 幸田歩 - 萩原利久
- 幸田香子（少女時代） - 原菜乃華
- 幸田歩（少年時代） - 鈴木雄大
- 二海堂晴信（少年時代） - 高月雪乃介
- 王将のママ - 筒井真理子
- 蜂谷すばる - 前原滉
- 王将のホステス - 内田慈
- 山形ジャーナル泉田 - 芹澤興人
- 高城めぐみ - 中田青渚
- 佐倉ちほ - 三好杏依
- 青山 - 吉本菜穂子
- 甘麻井戸誠二郎 - 伊勢谷友介
- 後藤正宗 - 伊藤英明
- 幸田柾近 - 豊川悦司
  - 田中寅彦、久保利明、小久保丈二、桐山清澄、中座真、北島忠雄、飯塚祐紀、千葉幸生

### スタッフ（映画）
- 原作 - 羽海野チカ『3月のライオン』（白泉社刊『ヤングアニマル』連載）
- 監督 - 大友啓史
- 脚本 - 岩下悠子、渡部亮平、大友啓史
- 音楽 - 菅野祐悟
- 主題歌 - ぼくのりりっくのぼうよみ「Be Noble」(CONNECTONE)（前編）、藤原さくら「春の歌」(SPEEDSTAR RECORDS)（後編）[71]
- 製作 - 長澤修一、市川南、鳥嶋和彦、畠中達郎、岩上敦宏、市村友一、高橋誠、加太孝明、広田勝己、堀内善太、荒波修、長澤一史、弓矢政法
- エグゼクティブプロデューサー - 豊島雅郎、上田太地、友田亮
- プロデューサー - 谷島正之、竹内文恵、守屋圭一郎
- 撮影 - 山本英夫 (J.S.C.)
- 照明 - 小野晃
- 録音 - 湯脇房雄
- 美術 - 古積弘二
- 装飾 - 渡辺大智
- VFXスーパーバイザー - 小坂一順
- 編集 - 早野亮
- DIプロデューサー・カラーグレーダー - 齋藤精二
- 音響効果 - 大河原将
- ミュージックエディター - 石井和之
- 衣装デザイン・キャラクターデザイン - 澤田石和寛
- ヘアメイクデザイン・ヘアーチーフ - ShinYa
- 将棋監修 - 先崎学、藤森哲也
- キャスティング - 飯田美保
- スクリプター - 松澤一美
- 助監督 - 長野晋也
- 制作担当 - 下村和也
- スチール - 菊池修
- 宣伝プロデューサー - 櫻糀恵介
- ラインプロデューサー - 梅本竜矢
- 協力 - 公益社団法人日本将棋連盟
- 配給 - 東宝、アスミック・エース
- 制作プロダクション - アスミック・エース、ROBOT
- 製作 - 映画「3月のライオン」製作委員会（アスミック・エース、東宝、白泉社、アミューズ、アニプレックス、朝日新聞社、KDDI、電通、ロボット、毎日新聞社、GYAO、Hulu、ジェイアール東日本企画）

## コラボレーション
他業種とのコラボレーションが行われている。
食品
- 雪見だいふく - イラストが掲載。
- 2015年9月25日から29日まで、西武・池袋本店にて期間限定ショップ「ふくふく和菓子『三日月堂』」がオープンし、作品に登場する和菓子が実際に販売された。和菓子の監修は京都の老舗和菓子店「亀屋良長」が担当し、掛け紙にも描き下ろしイラストがあしらわれ、羽海野自らが監修。購入した人には先着でオリジナルしおりもプレゼントされた。

家庭用品
- 家庭用品メーカーのライオンが応援特設サイト「LION×3月のライオン 今日を愛する。コラボプロジェクトサイト」を開設。原画を使ったオリジナルしおり、もしくは缶ミラーのオリジナルグッズ付き商品を発売。

アーケードゲーム
- 天下一将棋会2 - 期間限定で本作品に登場するキャラクターとのCPU対局モードが公開された。

その他
- 2012年から夏に開催される「J:COM杯 子ども将棋大会」とコラボし、「J:COM杯 3月のライオン 子ども将棋大会」として開催している。
- 2014年にBUMP OF CHICKENが本作のために書き下ろした楽曲『ファイター』を収録した CDが付属した単行本10巻特装版が販売された。なお、逆にトイズファクトリーが配信限定リリースする同楽曲には本作の作者・羽海野チカによるスピンオフ作品が読めるシリアルコードが付属した。
- ファンブック『3月のライオン おさらい読本 初級編』に松井玲奈のコラボレーショングラビアが収録された。
- 2016年、島田開が山形県天童市出身の棋士であることから、天童市と「ふるさと納税」でコラボレーションし、コラボ限定ノベルティや広報などに展開される。
- 2017年、文科省がいじめなど子供のSOSに関する普及啓発を目的として、ポスター制作などでコラボレーションを決定した。
- 2018年、将棋アプリの将棋ウォーズで島田、桐山などのキャラクター・アバターに勝てるイベントが展開された。
- 2020年、NHK中部ブロック（名古屋・岐阜・津・静岡・富山・金沢・福井）フレッシャーズキャンペーンの一環として、特設サイトなどでコラボレーションを決定した。